# Європейські анклави в Північній Африці до 1830

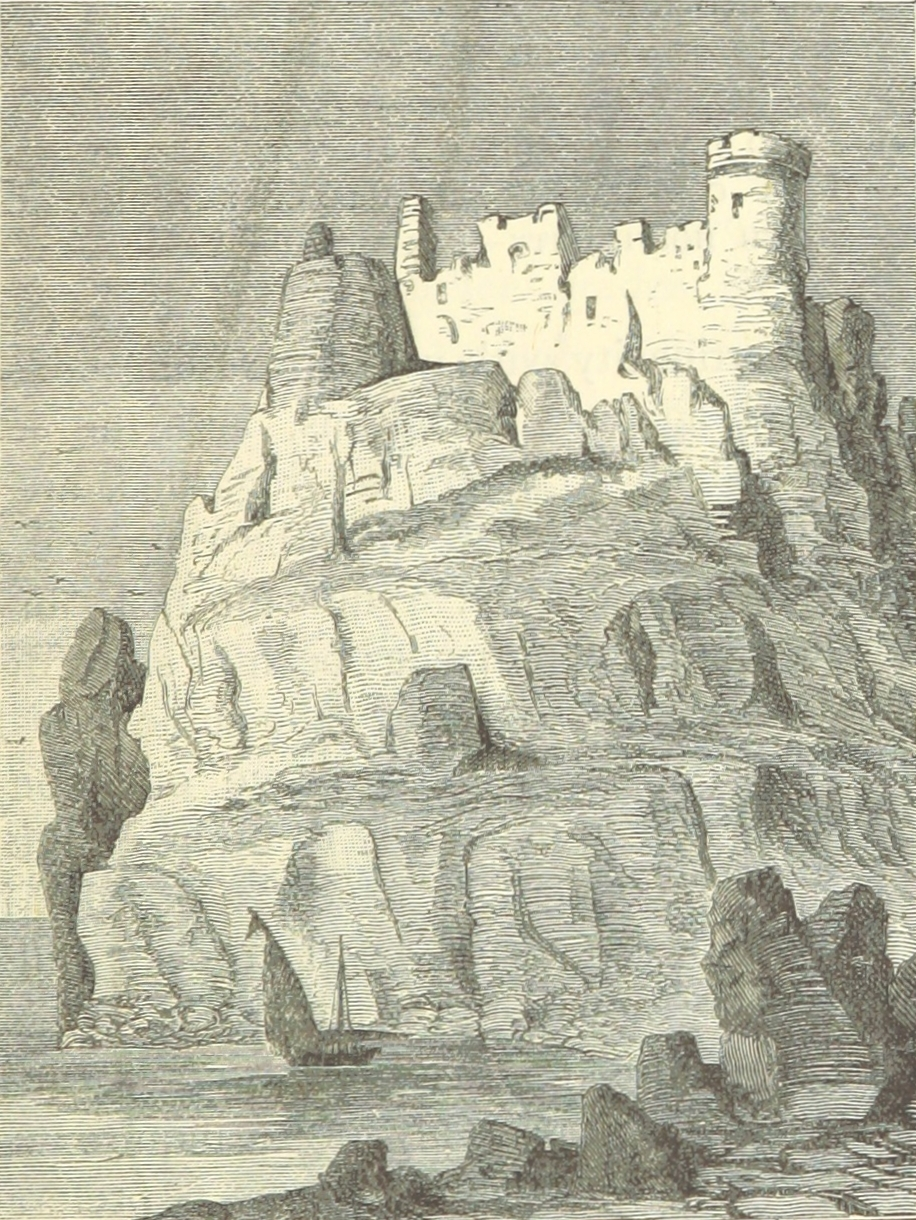
Генуезький форт Табарка, побудований в середні віки

Європейські анклави в Північній Африці — міста, укріплення та торгові факторії на північноафриканському узбережжі Середземного моря та Атлантичного океану на заході Північної Африки (іноді ці території також називають «Магриб»), отримані різними європейськими державами в період до того моменту, коли зростання їх військової потужності дозволило окупувати також і внутрішні райони узбережжя (тобто до завоювання французами Алжиру в 1830 р). Технічно, вони були «напіванклавами», оскільки усі вони з одного боку були оточені морем і лише з суші — територією інших африканських країн. Найбільш ранні з них були створені в XI столітті нашої ери італійськими морськими республіками. Згодом головними європейськими державами, задіяними в процесі захоплення і створення анклавів на узбережжі Магрибу стали піренейські королівства — Іспанія та Португалія. Пізніше до них приєдналась Франція, і, короткостроково — Англія. Більшість із цих анклавів були втрачені або евакуйовані європейцями вже до кінця XVIII століття, і сьогодні на території Магрибу залишились лише іспанські володіння — автономні міста Сеута та Мелілья і три інші мініатюрні іспанські «Суверенні території» (ісп. Plazas de soberanía — дослівно «місця суверенітету»).

## Італійські та сицилійські володіння

### Історія

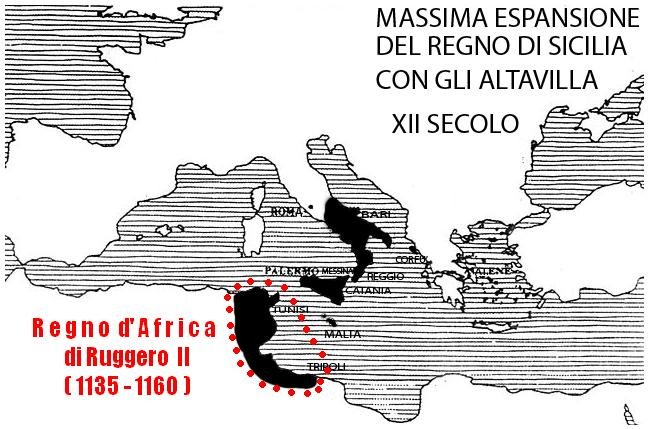
Норманське королівство Африка в XII ст.

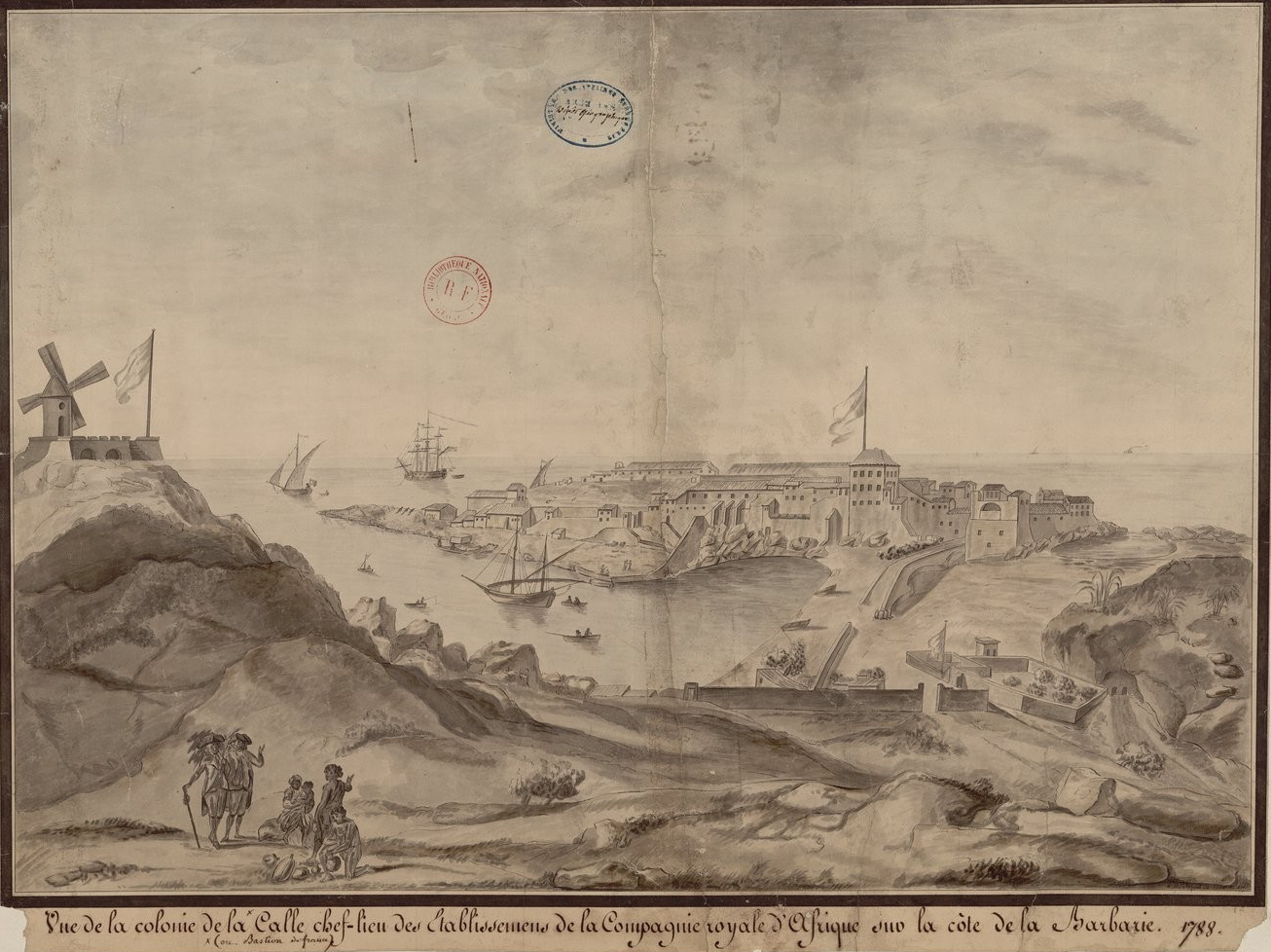
Вид на колонію Ель-Кала (La Calle), 1788 рік. На цей час Бастіон-де-Франс перейшов під контроль французької королівської африканської компанії і більше не управлявся приватною концесією

Приблизно в 1000 році в Північній Африці почали з'являтися невеликі колонії купців з Амальфійської республіки та Республіки Піза. Вже у 1087 році Піза, Генуя і Амальфі здійснили спільну спробу захопити Махдію, але на той час у них ще не вистачало ресурсів, щоб утримати місто за собою, тож цей напад закінчився поверненням Махдії її мусульманським володарям за великий викуп. Піза зробила спробу захопити Балеарські острови в 1114 р. У 1133 році Піза уклала комерційний договір з Альморавідами, теж саме зробила Генуя приблизно через п'ять років. У міру ослаблення влади Альморавідів, морські республіки стали сміливішими. У 1134 р., лише через рік після підписання комерційного договору з Бугією (Беджаєю), Генуя напала на це місто, а незабаром відправила об'єднаний флот з Пізою на захоплення Аннаби в 1136 році. Пізанці, в свою чергу, здійснили напад на Табарку в 1140. Ці італійські ініціативи були зосереджені на отриманні контролю над прибутковою торгівлею коралами. Є відомості про те, що прибережна зона Марсакарес (сьогодні Ель-Кала) перебувала в різний час під юрисдикцією Пізи а пізніше і Генуї.

Прибуття норманів до Італії призвело до завоювання християнами Сицилійського емірату (1091). Король норманів Рожер II Сицилійський розширив свої володіння, захопивши острів Джербу в 1135 р. З 1146 по 1148 роки флот Рожера II на чолі з Георгієм Антіохійським захопив низку прибережних міст Іфрикії, зокрема Триполі, Махдію, Сфакс і Сус, що призвело до утворення короткочасного володіння, яке іноді називають норманським Африканським королівством.

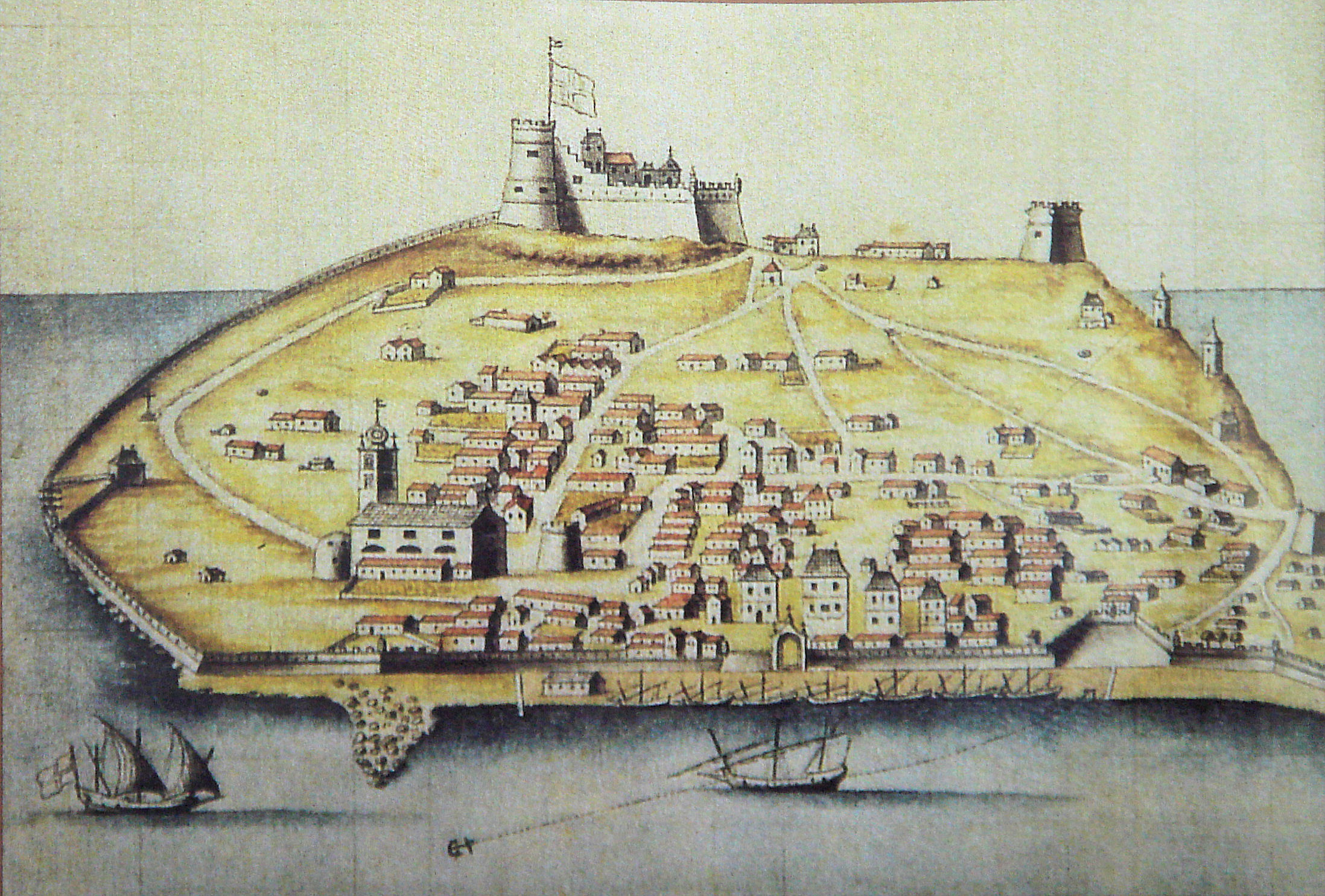
Генуезький острів Табарка у XVIII столітті

Після втрати Махдії в 1160 році, нормани втратили контроль над будь-якими місцями на північноафриканському узбережжі. У 1284 році новий арагонський король Сицилії, Фредерік II, ще раз вторгся на Джербу і утримував її до 1333 року. В 1389 році острів був знову повернутий під владу Сицилійського королівства армією на чолі Манфредом К'ярамонте, який став володарем острова, а також захопив сусідні острови Керкенна. Сицилійський гарнізон покинув острів у 1392 році, на наступний рік після смерті К'ярамонте.
Після цього єдині італійські володіння в Північній Африці належали Генуї, яка утримувала Джиджель (в Алжирі) до 1514 року, а також Табарку (в Тунісі), якою Генуя володіла з 1540 по 1742 роки.

### Перелік італійських територій (з заходу на схід)
- Джіджель (Djidjelli) (з перервами до 1514)
- Мерс-ель-Харез (Марсакарес) поблизу Ель-Кали (XI-XII століття)
- Табарка (1540—1742)
- Норманське королівство Африка (1148—1160)
- Джерба (1135—1158, 1284—1333, 1389—1392)

## Португальські володіння

### Історія

Португальські володіння у Північній Африці

Присутність португальців в Магрибі розпочалась за часів правління короля Жуана I, який завоював Сеуту в 1415 році і тривало до залишення португальцями Мазаргана (Ель-Джадіди) в 1769 році. Анклави, переважно вздовж атлантичного узбережжя Марокко, були відомі в Португалії як «Берберський Алгарве» або як «Алгарве з іншого боку» (порт. Algarve de Além).
Захоплення Сеути було визнано папою Мартином V хрестовим походом. Володіння містом не принесло Португалії жодних економічних вигід, оскільки торгові та караванні шляхи просто перемістились до інших міст регіону, зокрема до Танжеру. Відповідно, наступник Жуана, король Дуарте намагався захопити у 1437 році також і Танжер, але похід, який спланував і очолював португальський принц Енріке Мореплавець закінчився катастрофою. Лише за правління сина Дуарте, короля Афонсу V, Португалія змогла розширити свої володіння в Північній Африці, захопивши Ксар-ес-Сегір в 1458 р. і Асілу в 1471 р. Афонсу також взяв Танжер, але не зміг його втримати. За його африканські завоювання Афонсу отримав прізвисько Африканський (Africano) і став першим правителем Португалії, що отримав титул «король Португалії і Альгарве на цій стороні і за морем в Африці». У 1486 році його наступник Жуан II захопив і укріпив Мадзаган (Ель-Джадіду), коли португальці продовжували рух на південь до Гвінеї. Через два роки він прийняв капітуляцію губернатора Сафі.
Решта португальських завоювань у Марокко були забезпечені королем Мануелем I — Агадір , Ес-Сувейра та Аземмур. Ель-Джадіда була повернена після попередньої втрати, а в 1508 році було встановлено пряме правління над Сафі. Мамору (Мехдію) взяли в 1515 році, хоча вона була втрачена незабаром після 1541. Стара піратська база в Анфі, яку португальці зруйнували в 1468 році, перш ніж знову зайняти та укріпити її в 1515 році, стала відомою як «Casa Branca», з якої, врешті-решт, постала Касабланка.
В часи Жуана III португальська імперія розширилася по всьому світу. У цьому контексті збереження чи, можливо, розширення володінь в Марокко не мало економічної привабливості і здавалося дедалі більш нестійким у військовому відношенні. У 1541 р. Агадір потрапив під контроль саадитського
султана Мухаммада аш-Шейха і в тому ж році Португалія також втратила Сафі та Аземмур. У 1550 році португальці втратили Ксар-ес-Сегір та Асілу.
У 1577 р. Себаштіан I Португальський зміг відвоювати Асілу, хоча її знову було повернуто саадитським султаном Марокко Ахмад-аль-Мансуром в 1589 р. Новий хрестовий похід Себаштіана в Марокко закінчився катастрафічною поразкою в битві при Алкасер-Кібірі, яка коштувала йому життя і поклала кінець епосі португальської експансії. Це навіть призвело до припинення існування самої незалежної португальської держави в період між 1580 і 1640 рр, коли вона знаходилась в унії з Іспанією.
У 1640 р. Португалія відновила свою незалежність, але Сеута вирішила залишитися в складі Іспанії, що було офіційно визнано в Лісабонському договорі (1668 р). Після цього Португалія зберегла лише три анклави в Північній Африці — Танжер, Касабланку та Ель-Джадіду. Танжер був переданий Англії в 1661 р. за шлюбним договором — як частина приданого Катерини Браганської, а Касабланка була покинута після землетрусу в Лісабоні 1755 р. В результаті облоги військами султана Марокко Мухаммеда III, 10 березня 1769 р. Ель-Джадіда була евакуйована, що поклало край португальській присутності в Північній Африці.

### Перелік португальських територій (по часу заснування)
- Сеута (Сеута, 1415—1640)
- Асіла (Арзіла, 1471—1589)
- Танжер (Тангер, 1471—1661)
- Ксар-ес-Сегір (Алькасер-Цегер, 1458—1550)
- Ель-Джадіда (Мазаган, 1486—1769)
- Сафі (Сафім, 1488—1541)
- Агадір (Санта-Крус-ду-Кабо-де-Гуе, 1505—1541)
- Ес-Сувейра (Могадор, 1506—1510)
- Souira Guedima (Агуз, 1506—1525)
- Аземмур (Азамор, 1513—1541)
- Мехдія (Сан-Жуан-да-Мамора, 1515)
- Касабланка (Анфі, 1515—1755)

## Іспанські володіння

### Історія

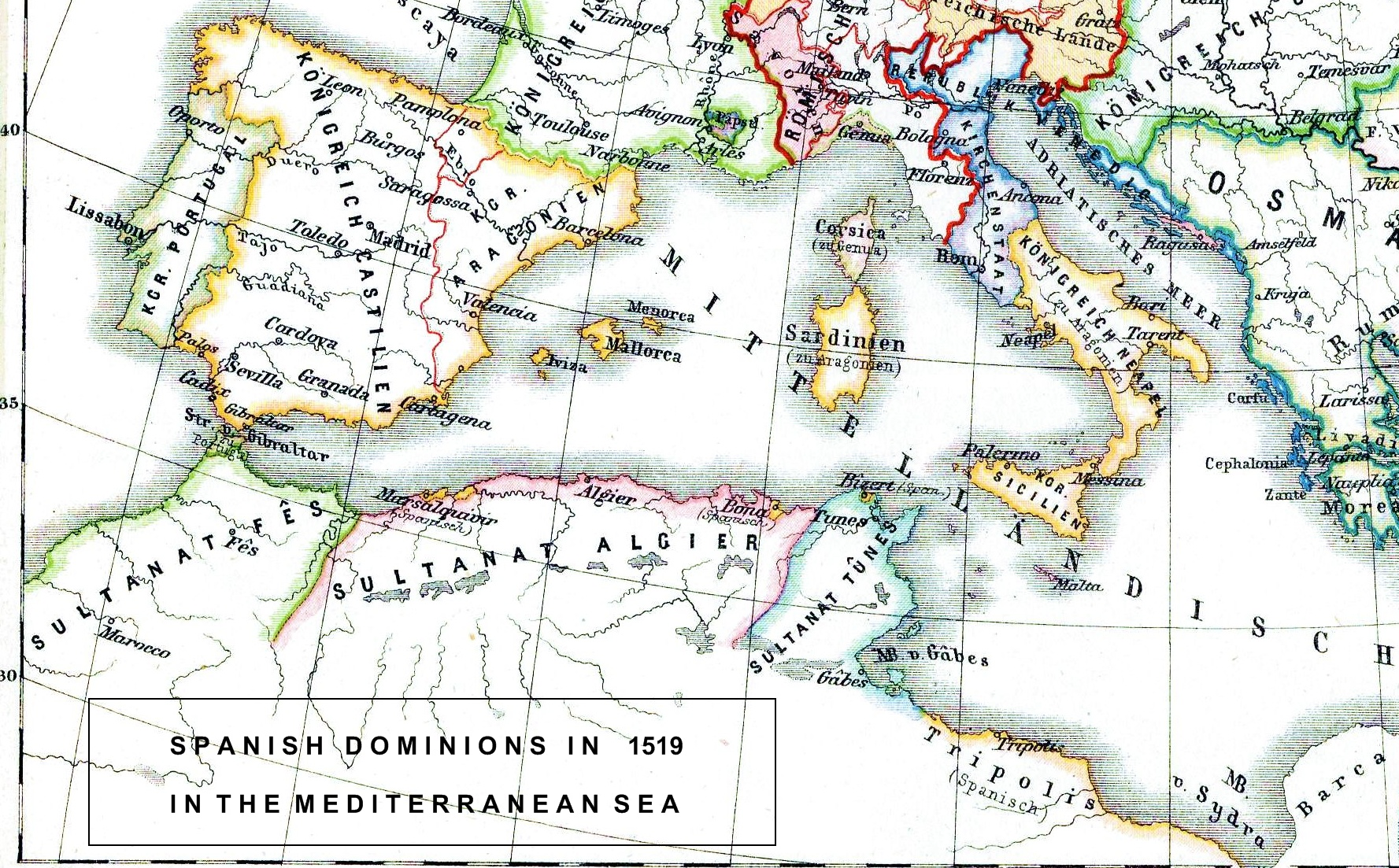
Володіння Іспанії у Північній Африці в 1519 році

Після захоплення в 1492 році Гранади — останньої мусульманської території на Піренейському півострові, католицькі монархи Іспанії жадали продовжити Реконкісту на іншій стороні Гібралтарської протоки — в Магрибі на північноафриканському узбережжі.
Вони розпочали з створення кількох плацдармів на материковій частині Африки, спочатку захопивши Мелілью (1497), потім Казазу та Мерс Ель-Кебір (1505). У період між 1508 і 1510 роками Арагонське королівство на чолі з Фернандо II активно розширювало підконтрольні йому території, спочатку захопивши Пеньон-де-Велес-де-ла-Гомера (1508), а потім великі прибережні міста — Оран (1509), Пеньйон-де-Алжир (1510), Беджаю (1510), а також Триполі (1510) та його околиці в прибережній Лівії. Однак спроба в тому ж році захопити Джербу закінчилась катастрофою. У зв'язку із початком більш ніж п'ятидесятирічних Італійських війн з Францією, Іспанії не вистачало військових засобів для подальшого розширення своєї зони правління на африканському узбережжі. Але її обмежений успіх спонукав місцевих мусульманських правителів у Північній Африці заохотити берберських корсарів (найвідомішими з яких на початку XVI століття були Арудж-реїс і Куртоглу Мусліхіддин-реїс) атакувати іспанські позиції та проводити рейди на Андалусію, Валенсію та Аліканте. У 1516 році, коли король Фернандо II помер, Арудж захопив Алжир і Тлемсен і вигнав з них іспанських васалів та союзників.
Наступник Фернандо, імператор Карл V мав намір повернути собі Алжир і покласти край загрозі піратства, яку створював Арудж. Іспанська експедиція, надіслана Карлом висадилась в Орані і Арудж був убитий іспанськими силами під час боїв за Тлемсен в 1518. Однак Карл не зміг утримати контроль над захопленими ним областями, і брат Аруджа, Хизир Барбаросса, забезпечив собі захист Османської імперії, запропонувавши передати їй Алжир у васальне володіння.

Під час правління Карла V Габсбурга і його сина Філіпа II між ними і берберськими корсарами, підтриманими Османською імперією точилась довга боротьба за володіння північноафриканським узбережжям. Такі ключові міста, як Алжир, Туніс, Махдія, Беджая, Джерба і Триполі по декілька раз переходили з рук в руки. Проте поступово Османській імперії вдалось витіснити іспанців з території Магрибу.

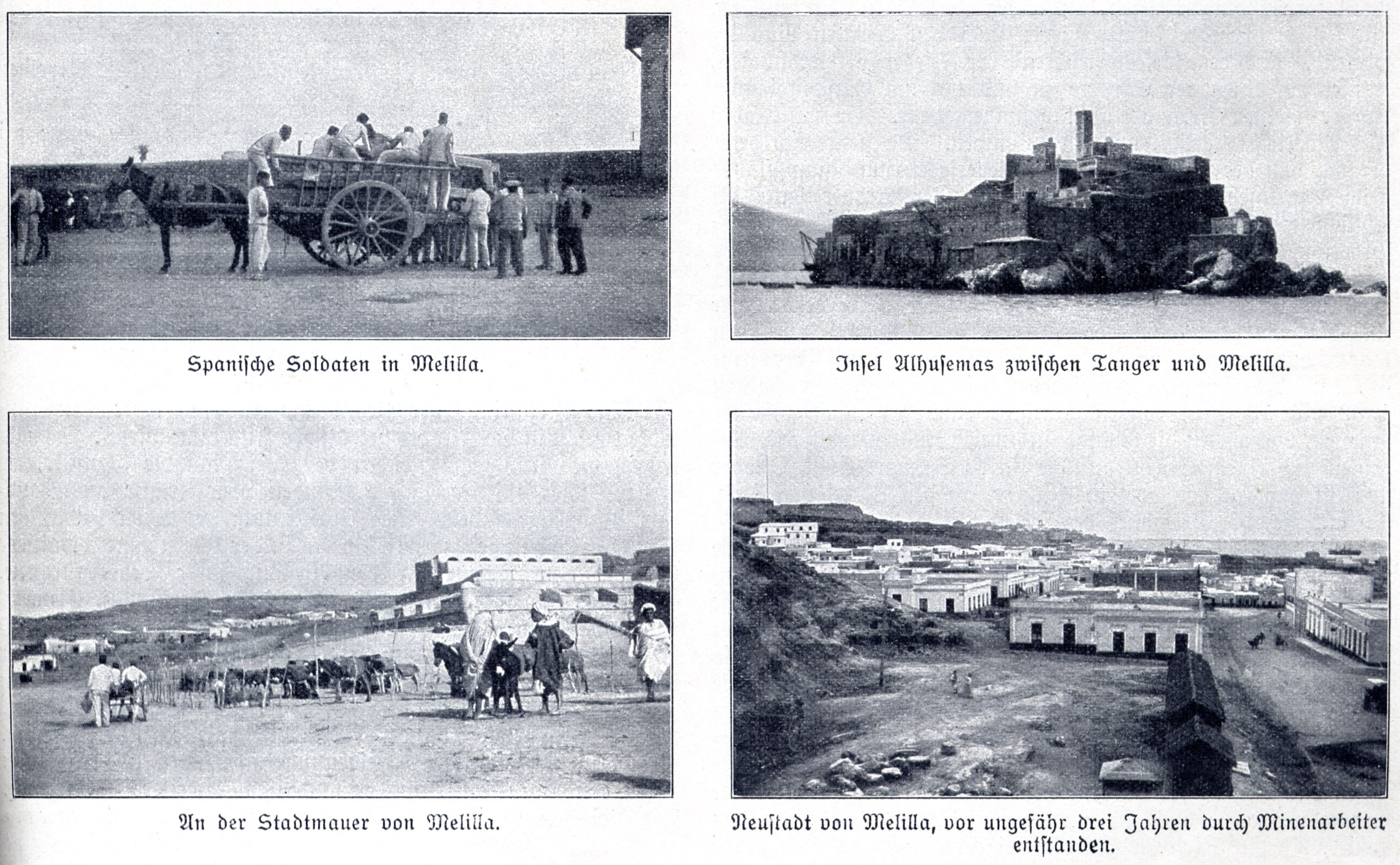
Мелілья та Пеньон-де-Алусемас у 1909 році.

На той час, як Філіп II Іспанський об'єднав в 1580 році престоли Португалії та Іспанії, всі іспанські володіння на північноафриканському узбережжі вже були втрачені, за винятком Мелільї, Пеньйона де Велес де ла Гомера та Орана з Мерс-ель-Кебіром (Mazalquivir), тоді як від португальських територій залишились лише Сеута, Танжер, Асіла та Ель-Джадіда. Хоча Філіп III Іспанський захопив Лараш (1610) і Ла-Мамору (1614) в Марокко, піднесення династії Алавітів призвело до втрати багатьох колишніх європейських володінь на користь мусульман. Після смерті Мулая Ісмаїла (1672—1727), єдиними територіями, що залишились у Іспанії, були Сеута (придбана у Португалії в 1640 р.), Мелілья, острови Алусемас (окуповані в 1673 р.) і Пеньон де Велес-де-ла-Гомера.

Перший правитель династії Бурбонів в Іспанії Філіп V мріяв відновити верховенство Іспанії на узбережжі Алжиру і в 1732 році відправив експедицію, яка відвоювала Оран і Мерс Ель-Кебір. Міста залишались під владою Іспанії, допоки вони не були зруйновані землетрусом у 1790 р. Іспанці залишили їх на початку 1792 року, і вони знову потрапив під османське панування.

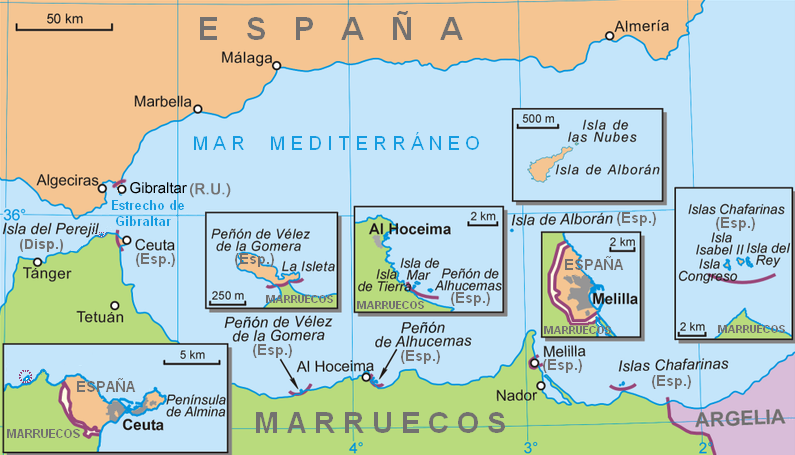
Іспанські суверенні території у Північній Африці.

### Перелік іспанських територій (з заходу на схід)
- Дахла (Дайла, пізніше Вілла Циснерос) (1502)
- Санта-Крус-де-ла-Мар-Пекенья (пізніше Пуерто-Кансадо) (1510—1644)
- Мехдія (Ла-Мамора) (1614—1681)[48]
- Лараш (1610—1689) (також частина іспанського протекторату Марокко 1912—1956)
- Сеута (з 1640)
- Пеньон де Велес-де-ла-Гомера (1508—1522; з 1564)
- Острови Алусемас (після 1559)
- Казаза (1505—1533)
- Мелілья (після 1497)
- Хонейн (Хунайн) (1531—1535)
- Мерс-ель-Кебір (Мазалквівір) (1505—1708, 1732—1792)
- Оран (1509—1708, 1732—1791)
- Пеньйон-де-Алжир (1510—1529)
- Алжир (Арджель) (1510—1516)
- Беджая (Буджа) (1510—1555)
- Аннаба (Бона) (1535—1540)
- Бізерта (1535—1573)
- Ла-Гулетт (La Goleta) (1535—1574)
- Туніс (Тунес) (1573—1574) (іспанський протекторат з 1535 по 1569 після кампанії 1535)
- Сус (Суза) (1537—1574)
- Монастір (1550—1554)
- Махдія (1550—1553)
- Джерба (1521—1524 та 1559—1560)
- Триполі (1510—1530; відтак переданий лицарям госпітальєрам, остаточно втрачений у 1551)

## Французькі володіння

### Історія

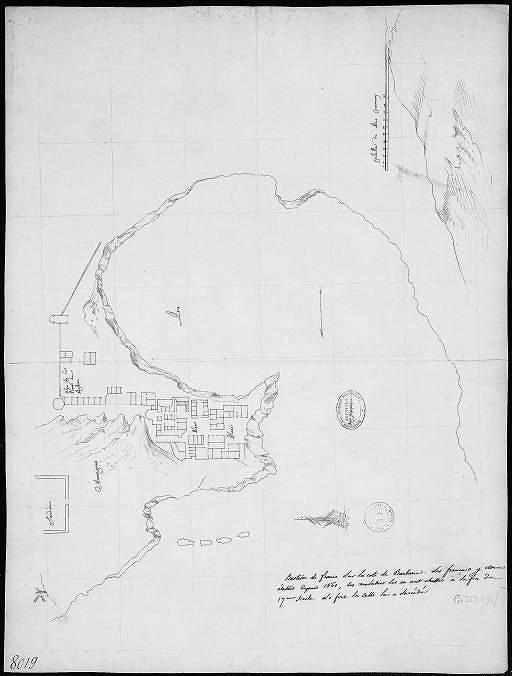
Ескіз із зображенням Бастіону-де-Франс

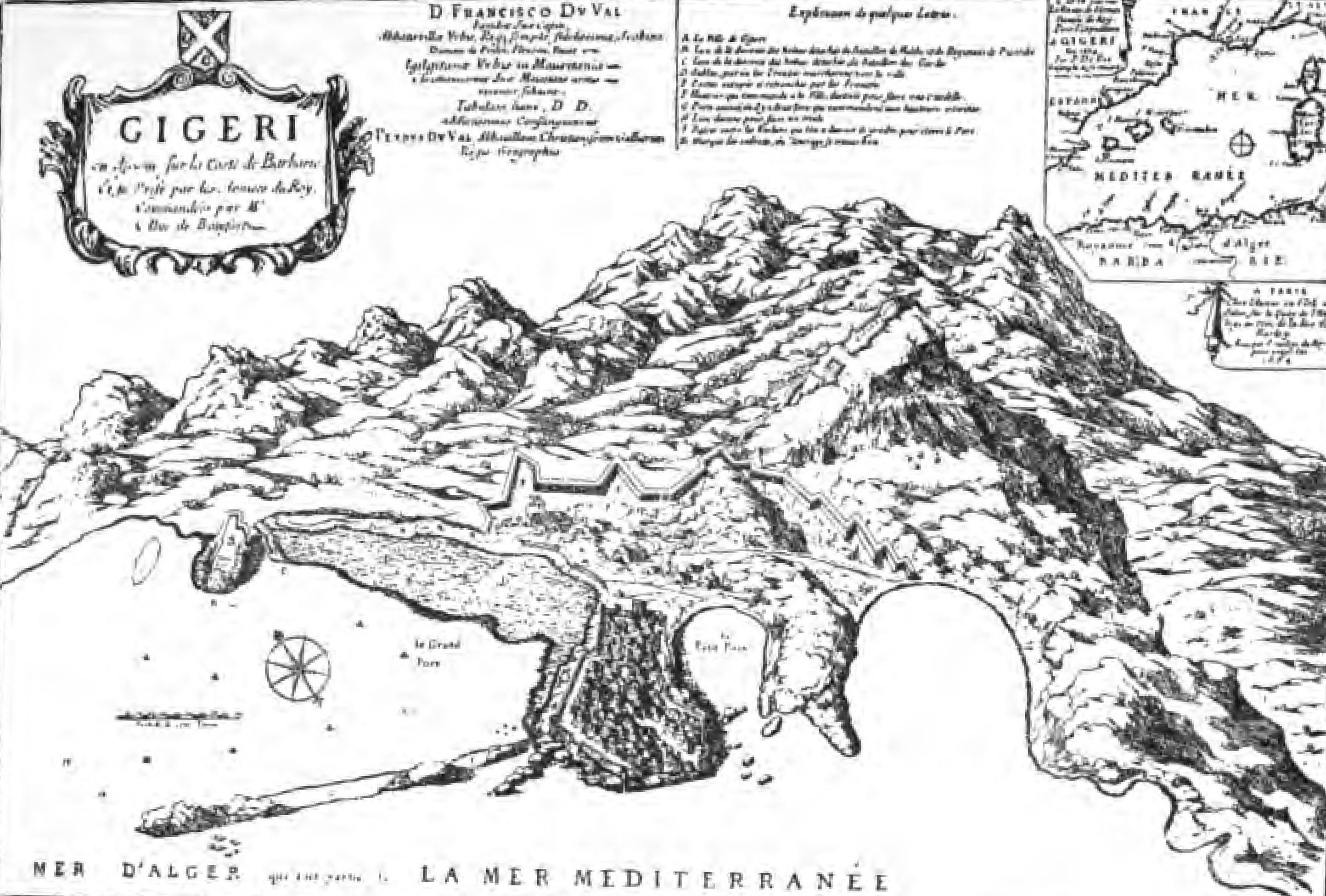
Джиджель, 1664 рік

Французько-османський союз 1536 року заклав основу для перших володінь Франції на північноафриканському узбережжі. У 1550 р. бейлербей Алжиру, османський адмірал Тургут-реїс надав Томазіно Ленче (близько 1510—1568), торговцю з Марселя, право виловлювати корали на узбережжі Масакаре, неподалік від Аннаби. Наступного року французький король Генріх II надав йому відповідну монополію (відновлену в 1560 р. Карлом IX). Султан Селім II надав Франції торгову концесію над портами Мальфакарель, Ла Калла (Ель-Кала), Колло, Кап Роуз (Кап Роза) та Боун (Аннаба). У 1552 році Томмазіно Ленче отримав дозвіл побудувати першу постійну французьку укріплену факторію на узбережжі, фортецю, відому як «Бастіон-де-Франс» (фр. Bastion de France).
Томазіно Ленче завершив будівництво Бастіон-де-Франс в 1560 р., і заснував компанію «Чудовий корал» (фр. la Magnifique Compagnie du Corail) для комерційної експлуатації ресурсів узбережжя. Незабаром Томазіно диверсифікував свій бізнес і почав продавати з цієї бази алжирському дею артилерію, порох та іншу зброю. Багатство Ленчів викликало заздрість Алжиру, який захопив Бастіон у 1564 році. Ленче зміг відновити свою присутність через певний період, але в червні 1604 р. Бастіон-де-Франс було зруйновано армією з Аннаби за підтримки галер з Алжиру, надісланих Мурат-реїсом. Зрештою фортеця була повернута Ленчам після дипломатичного втручання Генріха IV. Ще одна атака Алжиру була влаштована в 1615 році, але наступного року капітан Жак Вінчігерра знову підтвердив контроль Ленче. Зрештою, в 1619 році Томазо II Ленче продав свої права на бастіон герцогу Шарлю де Гізу.
Майже через десять років, 19 вересня 1628 року, Сансон Наполон, спадкоємець долі Ленче, підписав комерційний договір з Алжиром і відродив торгові пункти в Аннабі, Ла Калле та Бастіон-де-Франс. Окрім збору коралів, він також відкрив торговий пункт, що торгував пшеницею у Кап-Роза. У 1631 році Людовик XIII призначив Наполлона губернатором Бастіону, згодом зробивши його власністю корони, а не герцогів де Гіз. Однак Наполлон був убитий під час нападу генуезців у 1633 р., а в 1637 р. алжирський флот під керівництвом Алі Бітчіна захопив і знищив усі французькі торгові пункти вздовж узбережжя.
У 1664 р. Людовик XIV здійснив експедицію (відому як експедиція Джиджеля), щоб взяти місто Джиджель і використовувати його як базу проти піратства. Місто було взято, але протримавши його лише три місяці, французи відступили, покинувши його. У 1682 р., і знову в 1683 р. адмірал Авраам Дюкен обстріляв Алжир в рамках кампанії Франції проти піратства, а в 1684 р. дей Алжиру підписав новий договір з адміралом де Турвілем. Французьке володіння Бастіоном-де-Франс було підтверджено на 100 років, а попередні права в Ла-Калле, Кеп-Роуз, Аннабі та Беджаї були відновлені.
Договір 1684 р. також передав ці права від Наполона М. Дені Дюссо, до того, згідно з іншим договором, підписаним в 1690 р., Усі права на ці поступки були передані Французькій африканській компанії. Французька африканська компанія негайно покинула Бастіон і заснувала свою торгівлю в Ла-Калле, де вона продовжувала діяти аж до своєї ліквідації в 1799 році. У 1807 р. «Закон Алжиру» передав Сполученому Королівству всі колишні французькі права на торгівлю посадами та базами, і вони не були відновлені до Франції до Віденського конгресу. Під час дипломатичної кризи 1827 року між Алжиром та Францією французи покинули Ла-Калле, а алжирці негайно її знищили. Ці події стали прелюдією до завоювання французами Алжиру в 1830 р.

## Англійські володіння
Танжер (1661—1684) був переданий Англії Португалією як частина приданого Катерини Браганса, коли вона вийшла заміж за англійського короля Карла II. Однак цей анклав не давав Англії ані комерційних, ані військових переваг і був занадто дорогим для захисту від нападів султана Марокко Мулая Ісмаїла. У лютому 1684 року англійські війська були евакуйовані, стіни міста знесені, а портовий мол у гавані зруйнований.

## Європейські володіння після 1830 року
У 1830 р. Франція вторглася і завоювала Алжир а в 1881 р. зробила Туніс протекторатом. На цей момент на цих територіях вже не було жодного європейського прибережного анклаву.
У 1859 р., реагуючи на напад місцевих племен на Сеуту, Іспанія розпочала іспансько-марокканську війну (1859–60). Відповідно до Договору Вад-Рас 1860 року, Марокко визнало вічний суверенітет Іспанії над Сеутою та Мелільєю. Тетуан був тимчасово переданий Іспанії, поки не було виплачено відшкодування збитків за війну в Марокко (його повернули в 1862 році). Крім того, Марокко поступилося територією старої недовговічної іспанської колонії Санта-Крус-де-ла-Мар-Пекенья, яка мала стати іспанською територією Іфні. На Берлінській конференції в 1884 р. Іспанія домоглася міжнародного визнання протекторату над територією навколо міста Сіді-Іфні. Під час війни Іфні 1957 року, марокканські повстанці взяли під контроль територію навколо Сіді-Іфні, але не саме місто. Зрештою вся територія була передана Іспанією Марокко в 1969 році після прийняття резолюції Генеральної Асамблеї ООН № 2072.
З 1900 р. Франція та Іспанія домовились про сфери впливу в Марокко, а в 1912 р. вони створили відповідно Іспанський і Французький протекторати у своїх зонах, що було підтверджено Феським договором. Однак Сполучене Королівство не задовольняло те, що стратегічно важливе місто Танжер може потрапити повністю під французький чи іспанський контроль. В результаті міжнародною конвенцією 1923 р. було створено Міжнародну зону Танжер. Це був новий гібрид з точки зору суверенітету та управління. Номінально султан Марокко зберігав суверенітет над територією, а також юрисдикцію над її марокканськими жителями, тоді як адміністрацією керували спільно Бельгія, Франція, Велика Британія, Італія, Нідерланди, Португалія та Іспанія. Міжнародна зона була ліквідована в 1956 році одночасно з французьким та іспанським протекторатами, коли Марокко відновило свою незалежність.
З 1956 року єдиними європейськими анклавами в Північній Африці залишились Сеута, Мелілья та іспанські «суверенні території».

### Іспанські форпости, придбані після 1830 року
- Іфні (1860—1969)
- Тетуан (Тетуан) (1860—1862) (також є частиною іспанського протекторату Марокко 1912—1956)
- Острови Чафарінас (з 1848)

## Галерея

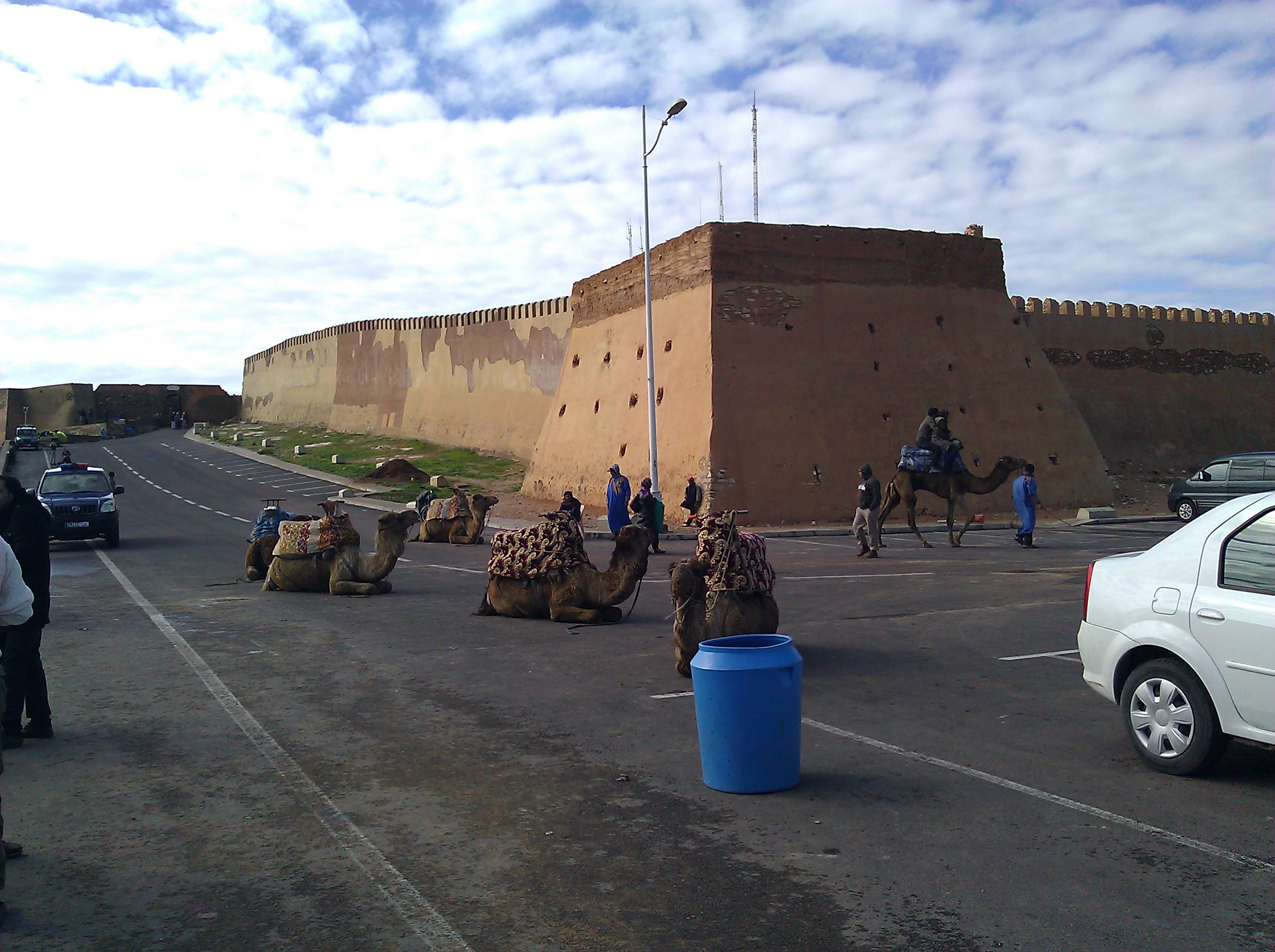
Фортеця в Агадірі (Марокко)
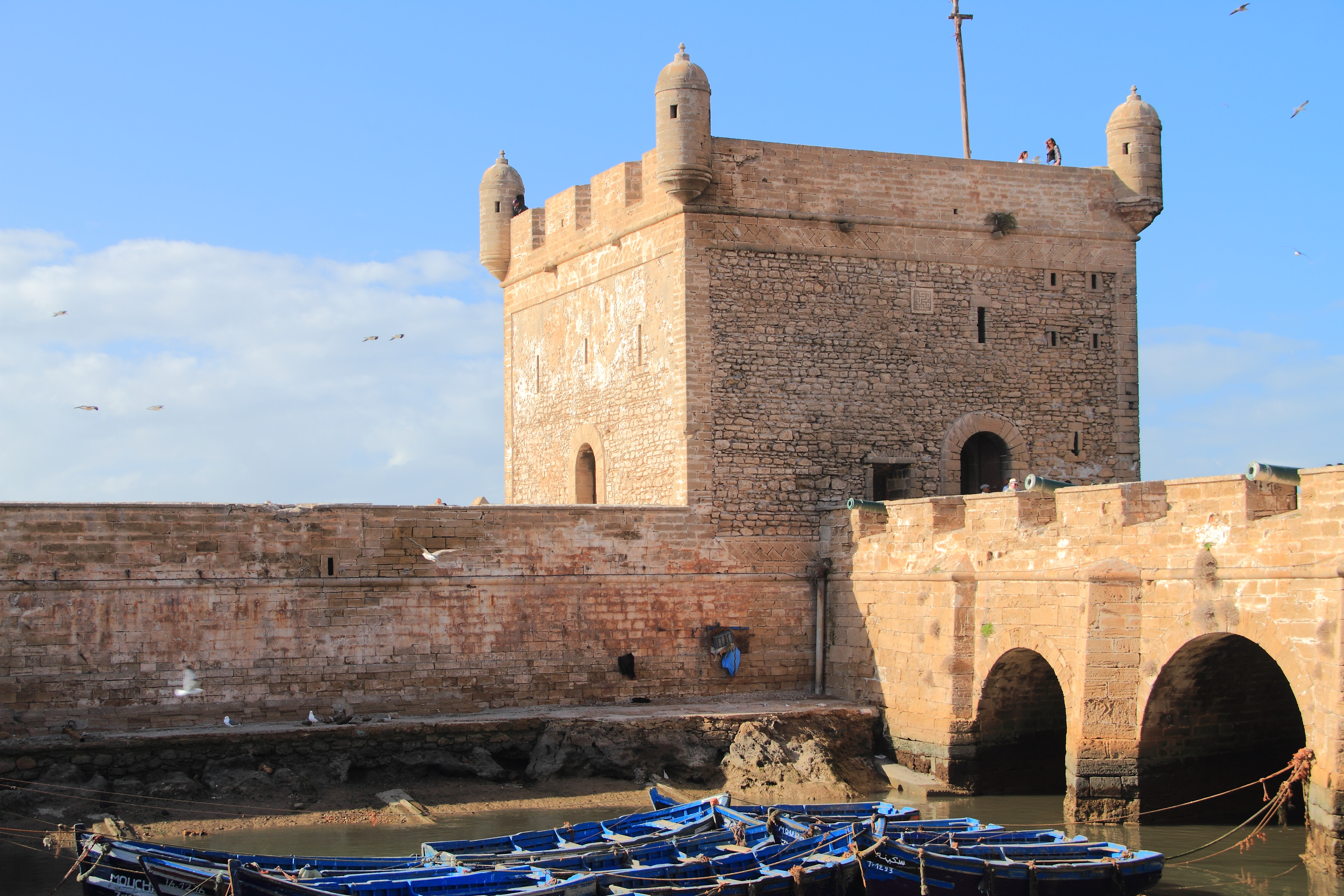
Португальський форт в Ес-Сувейрі (Марокко)
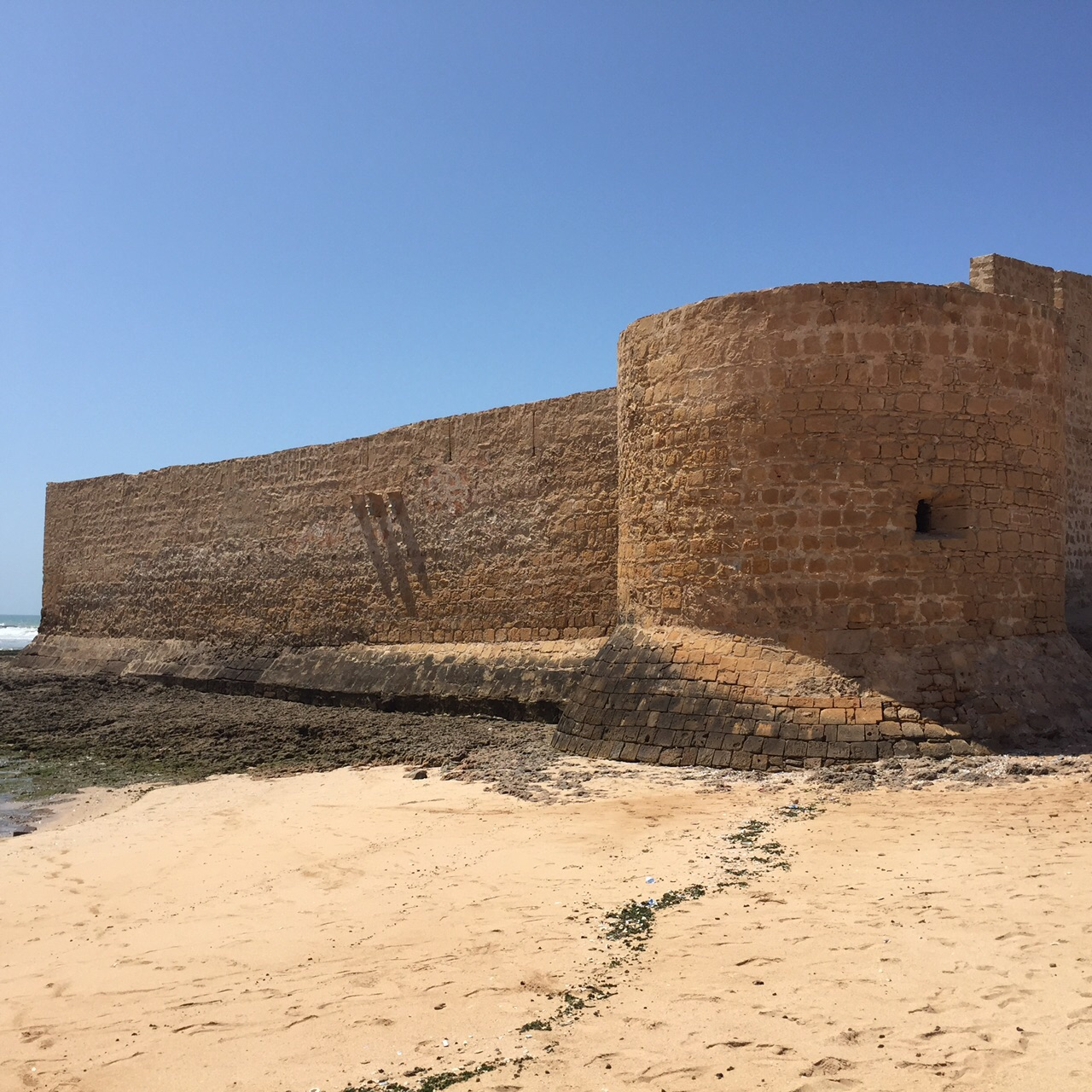
Форт в Souira Guedima (Марокко)
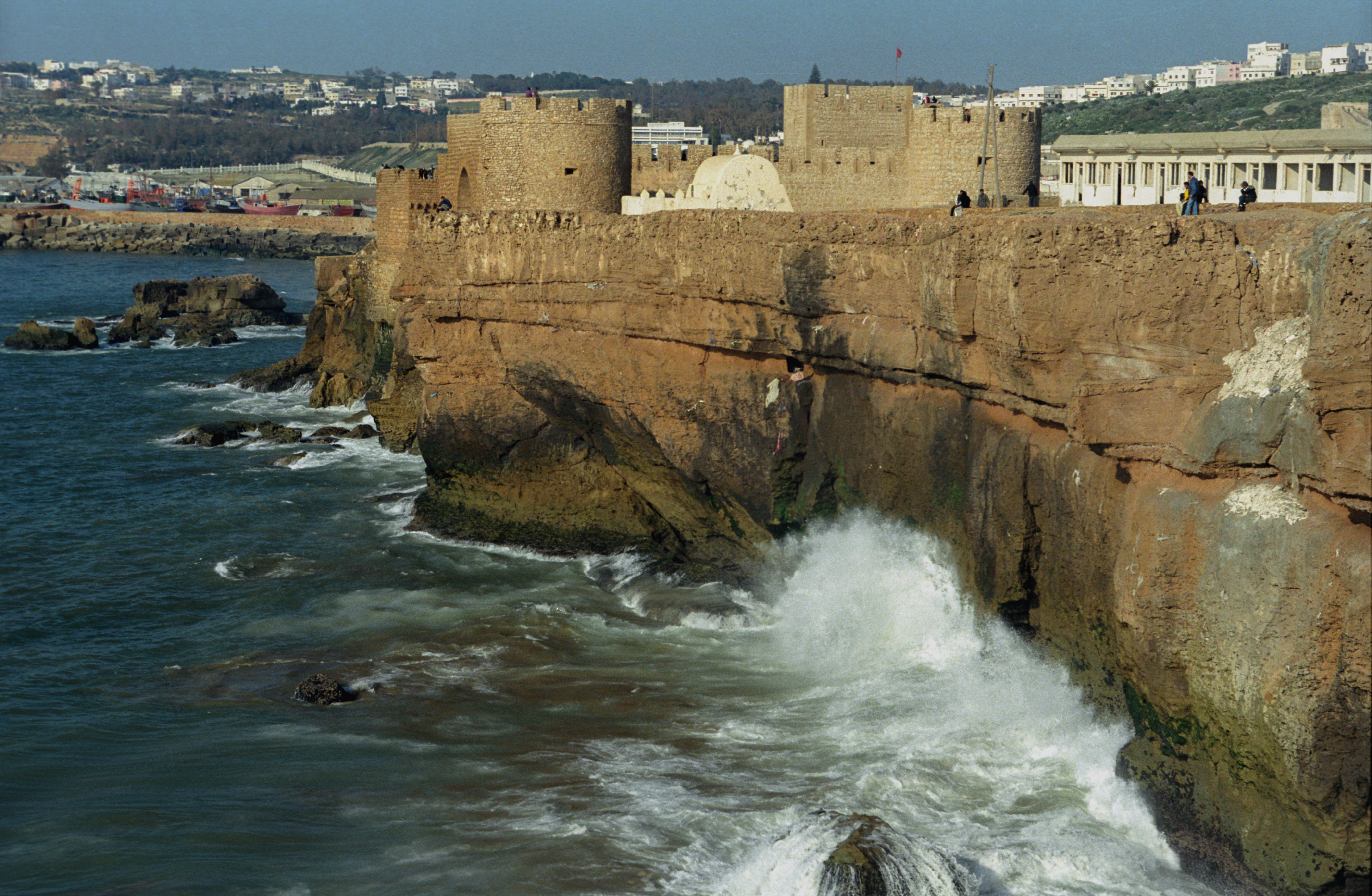
Фортечні стіни в Сафі (Марокко)
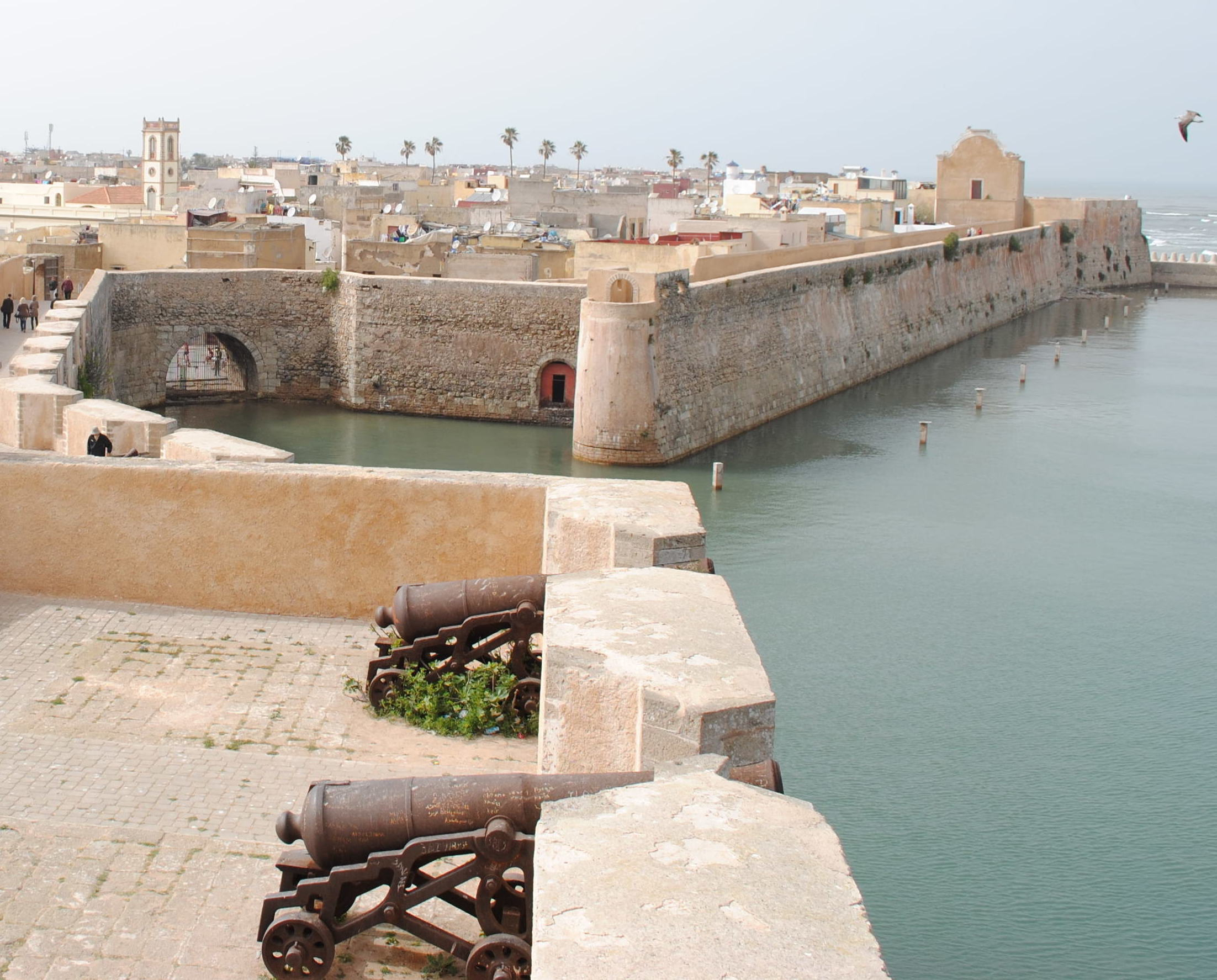
Цитадель Ель-Джадіди (Марокко)
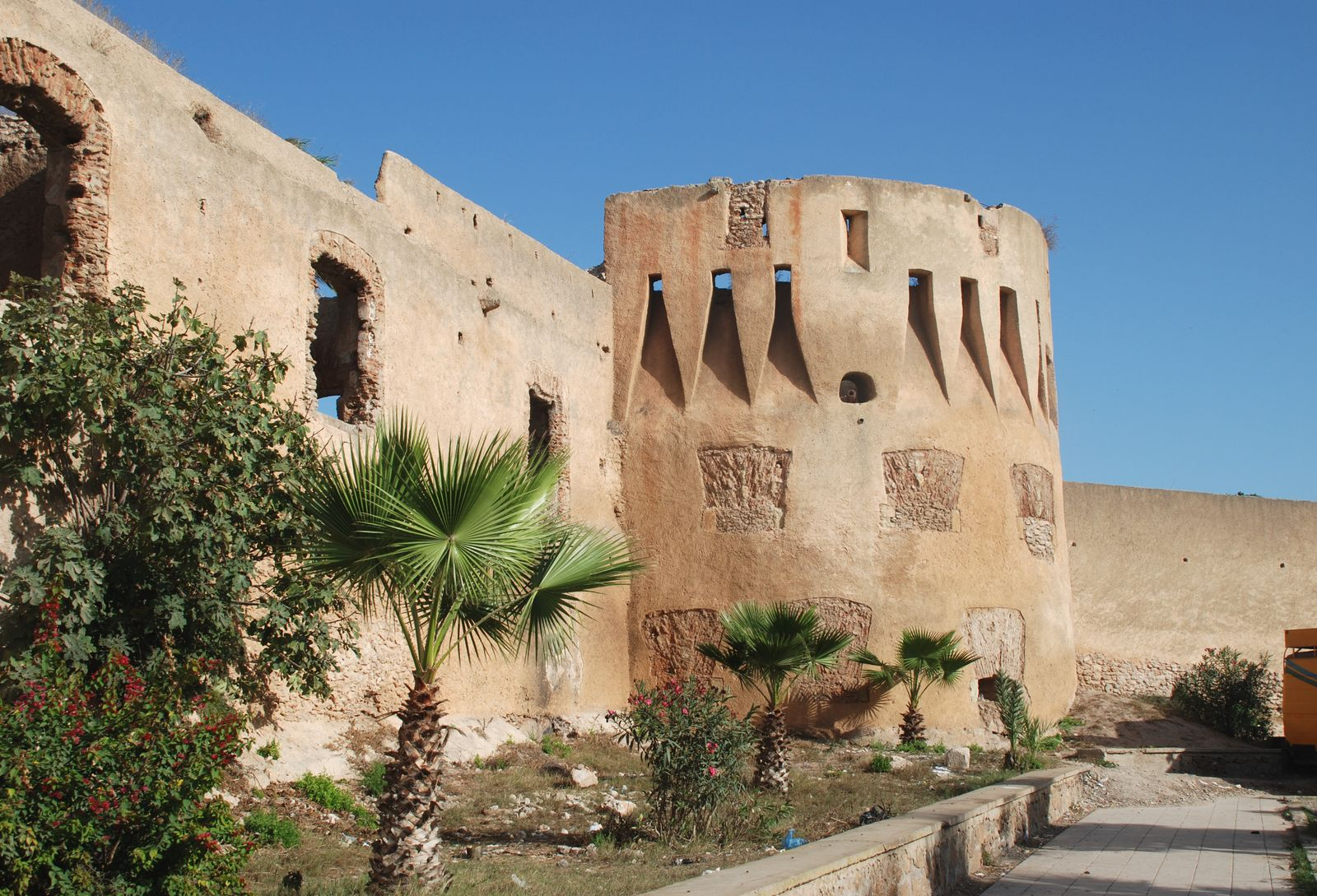
Стіни Аземмура (Марокко)
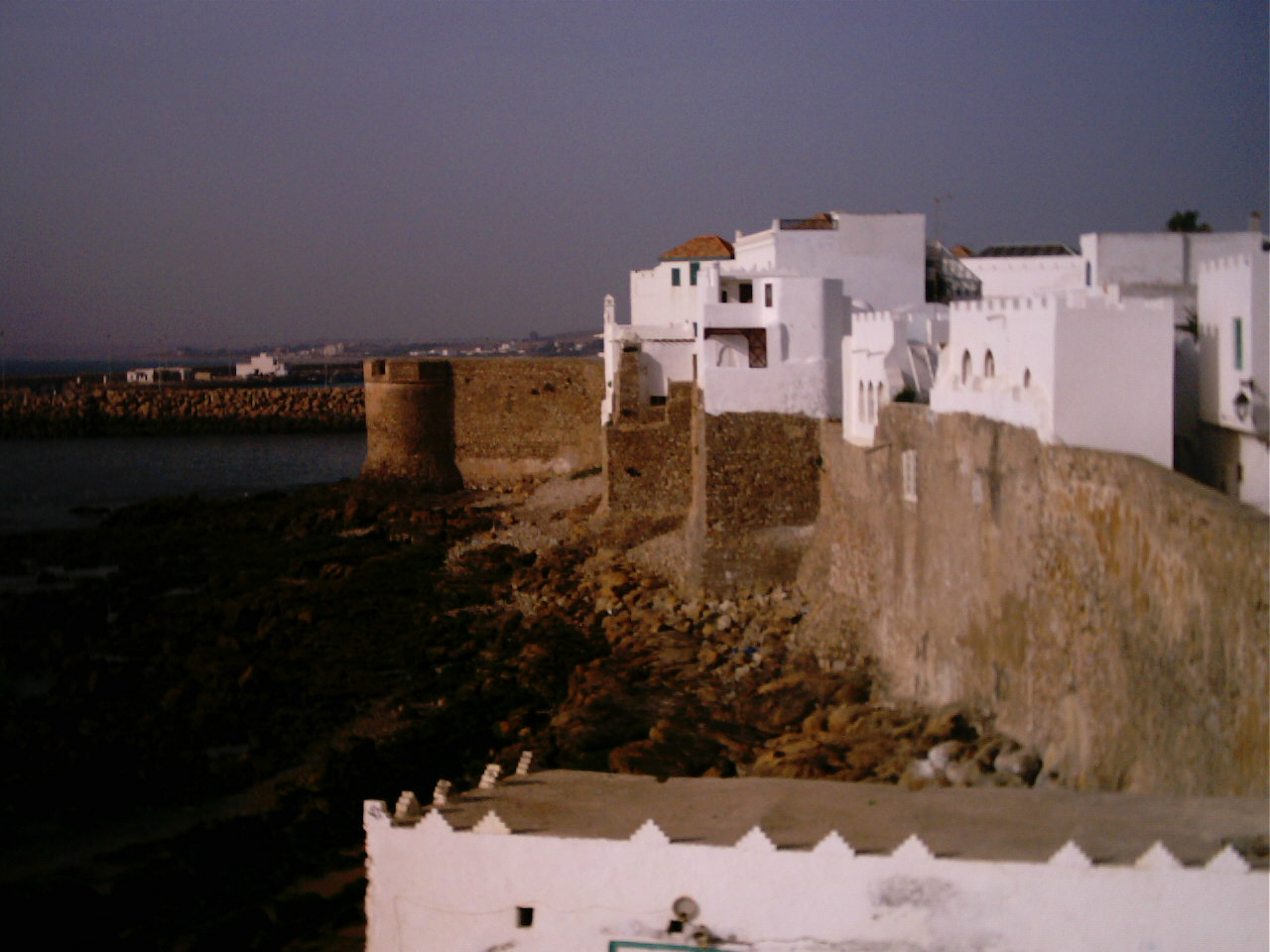
Морські стіни Асіли (Марокко)
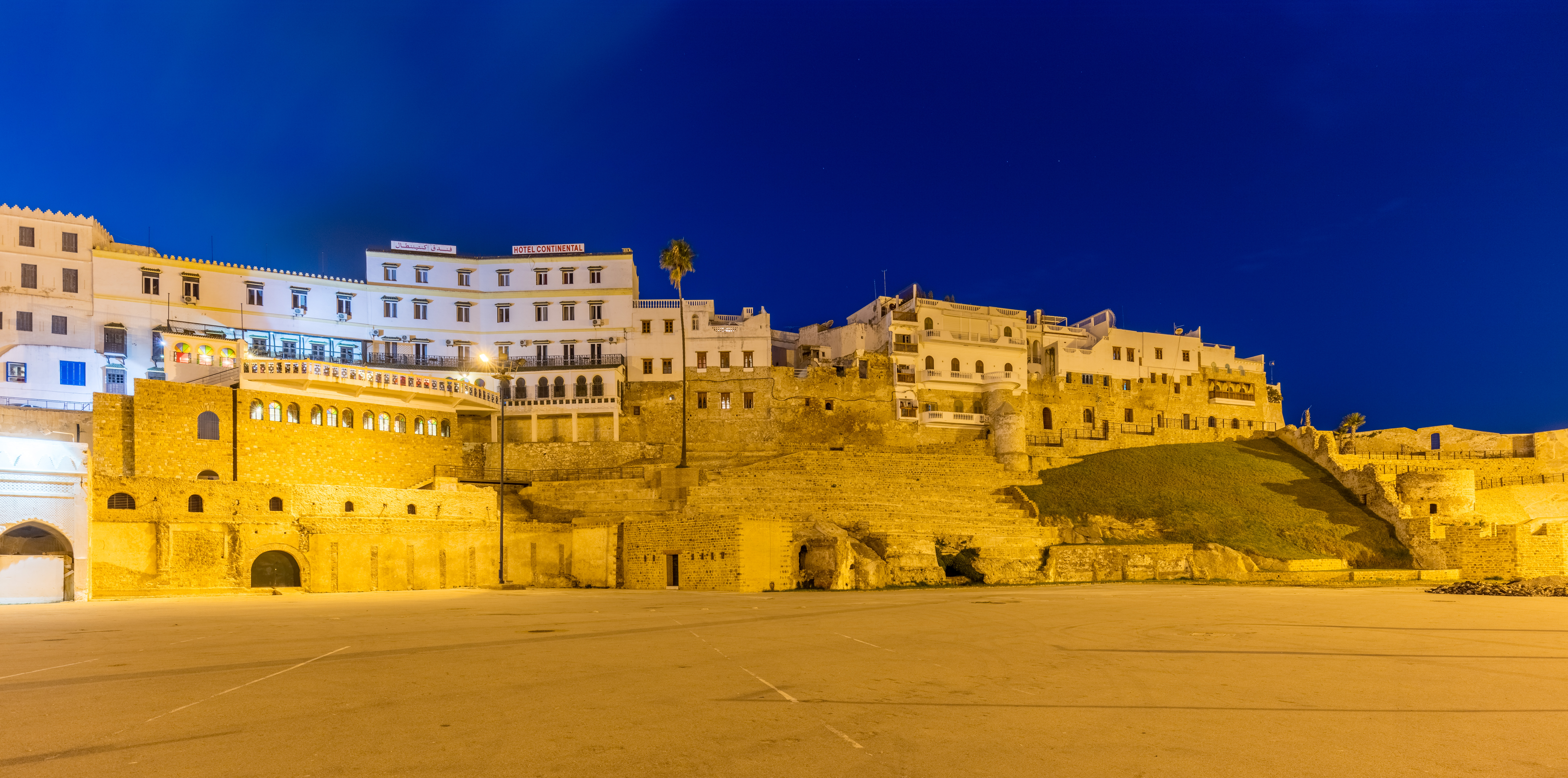
Міські стіни Танжера (Марокко)
Королівські стіни Сеути (Марокко)
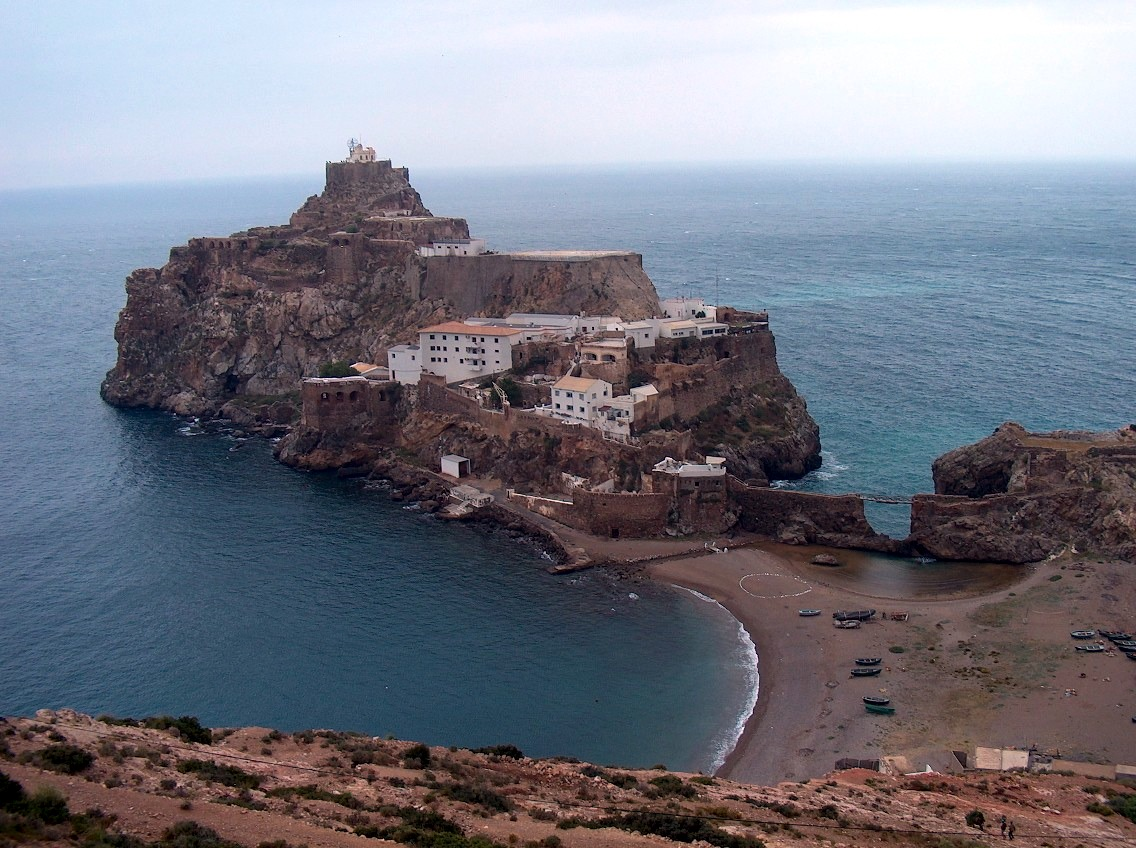
Пеньон-де-Велес-де-ла-Гомера (іспанський анклав в Марокко)
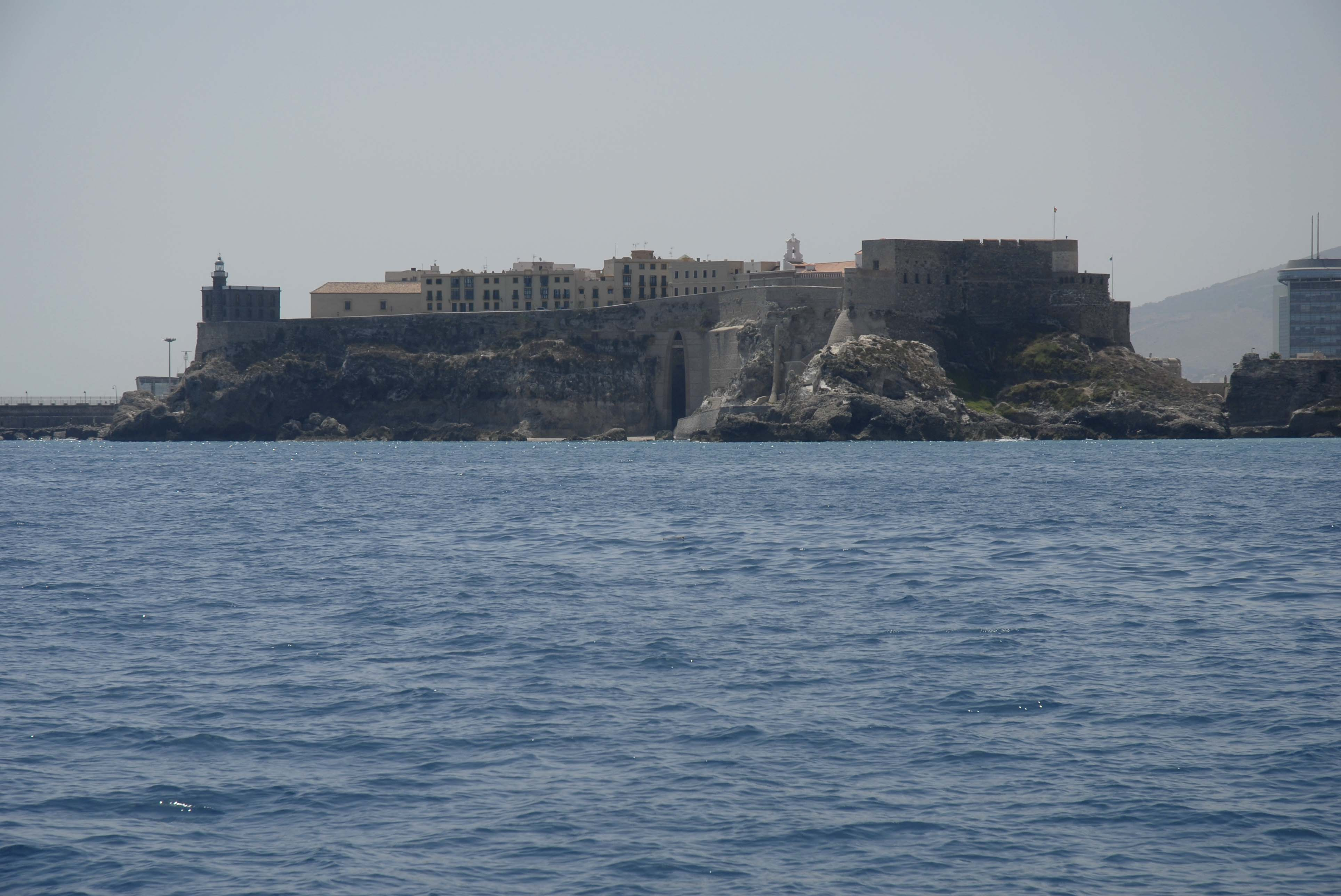
Мелілья (іспанський анклав в Марокко)
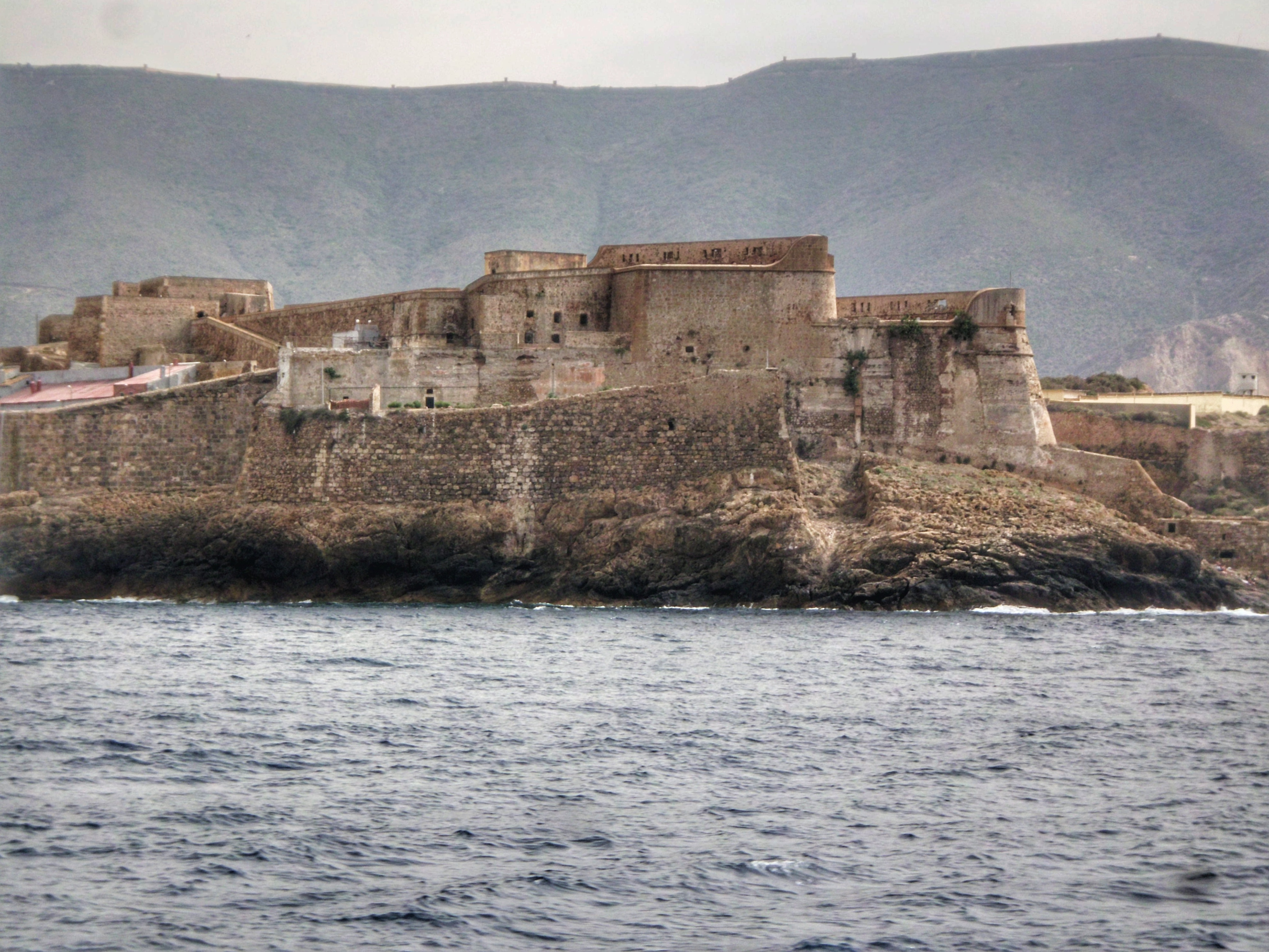
Мерс-ель-Кебір (Алжир)
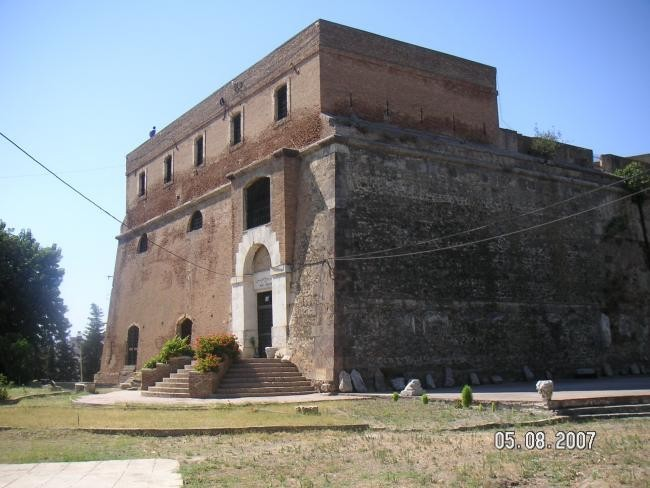
Іспанська фортеця (Бурж-Муса) у Беджаї (Алжир)
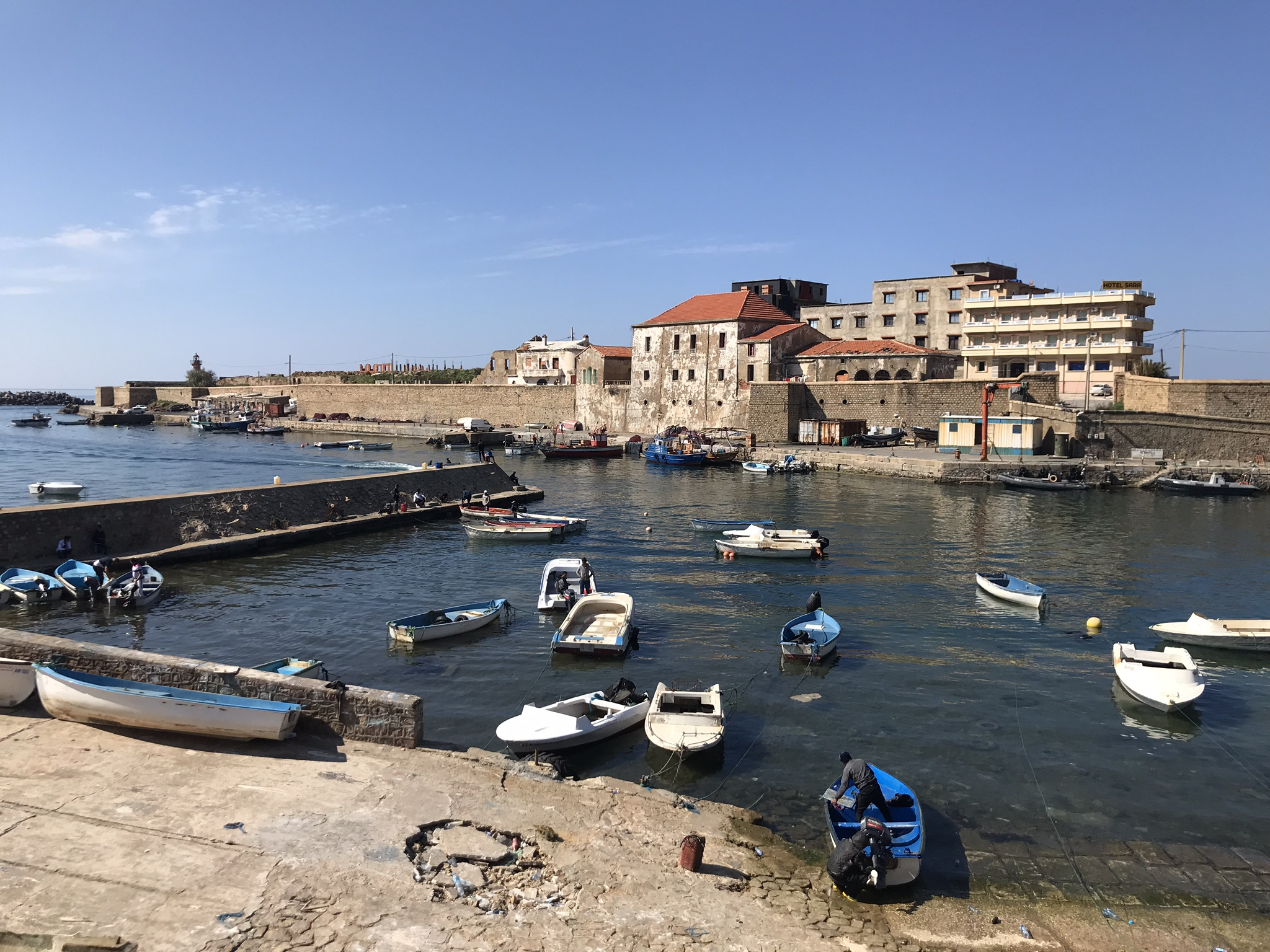
Колишній Бастіон де Франс в Ель-Кала (Алжир)
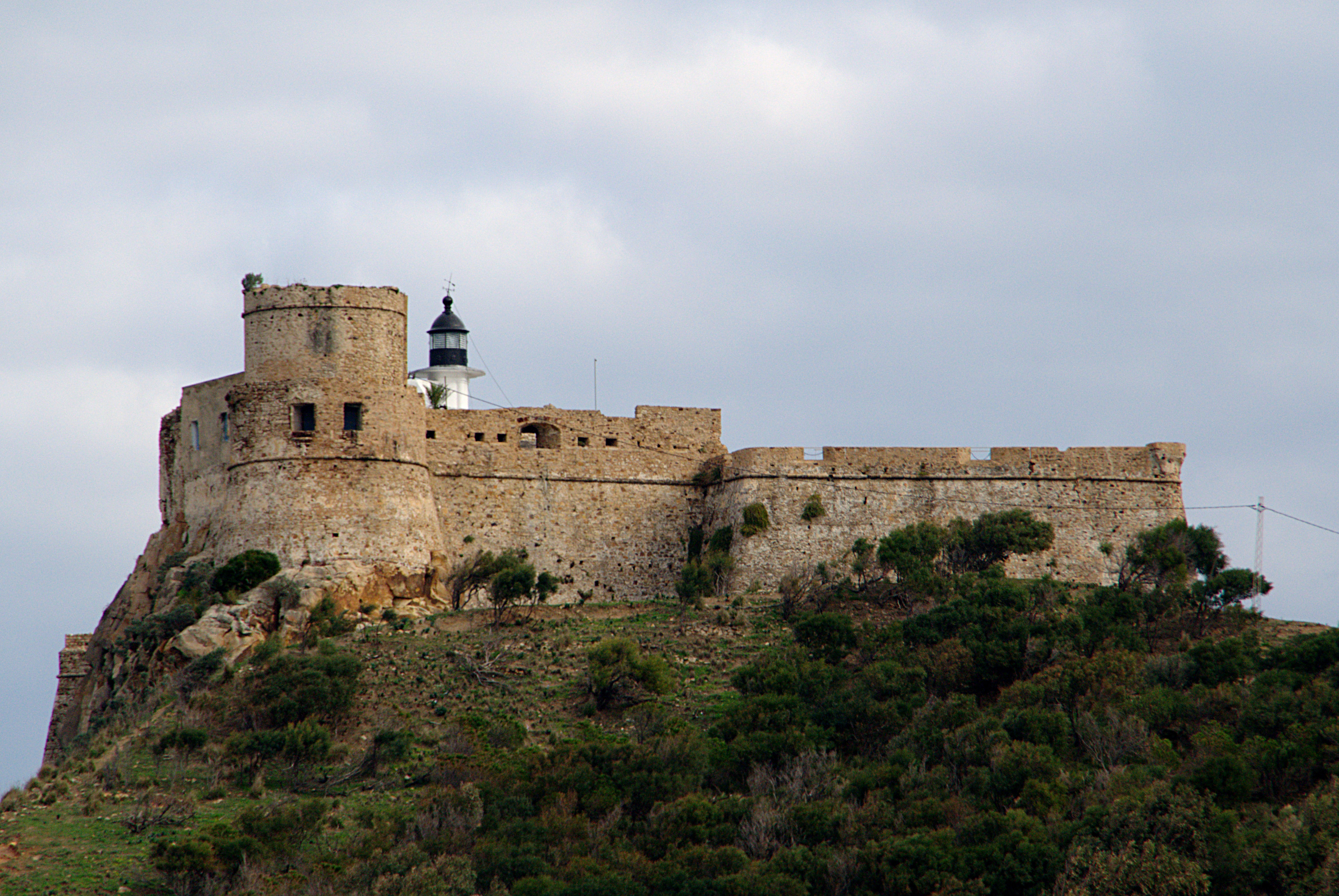
Генуезький форт в Табарці (Туніс)
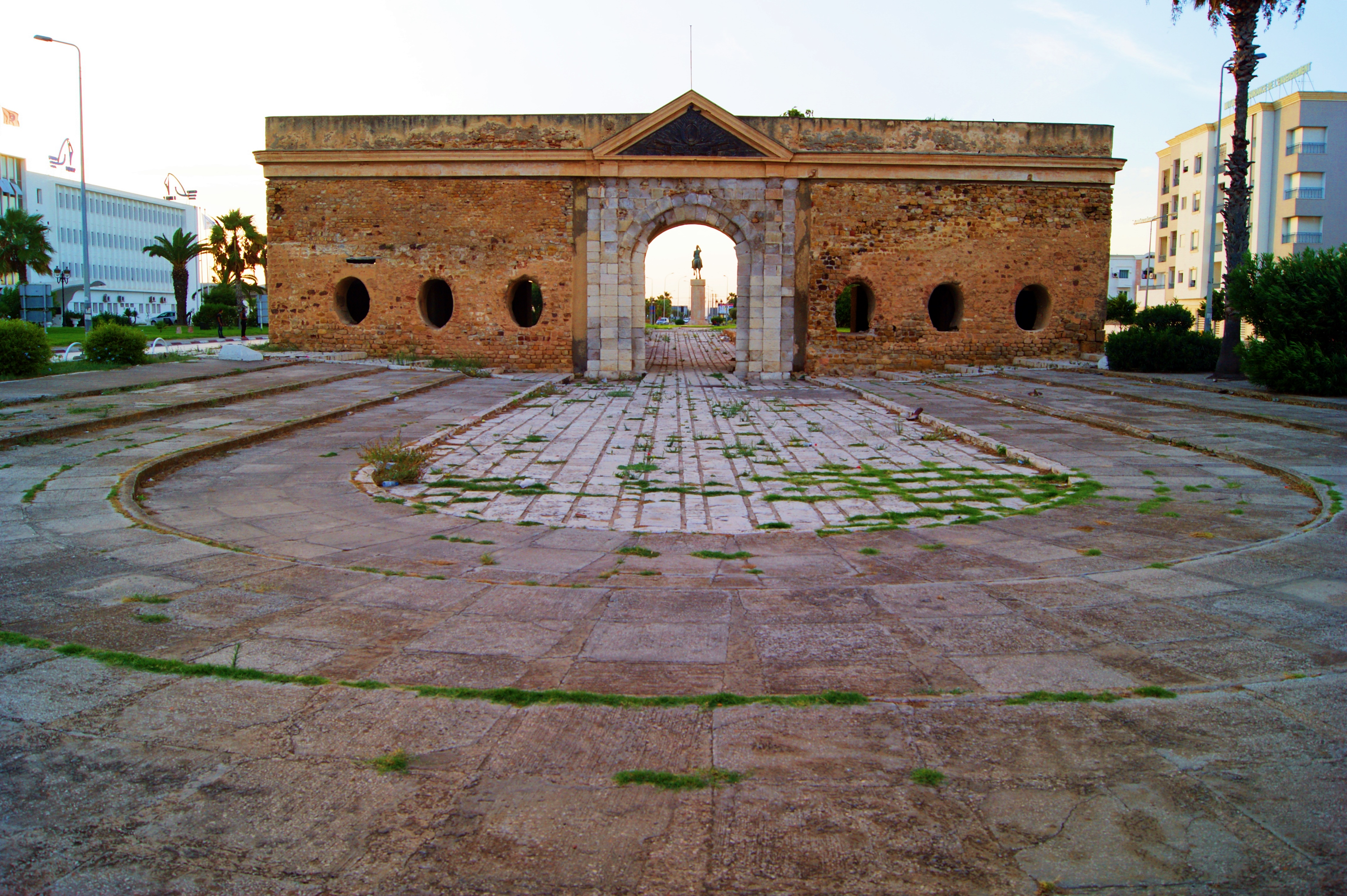
Фортеця Ла-Гулетт (Туніс)
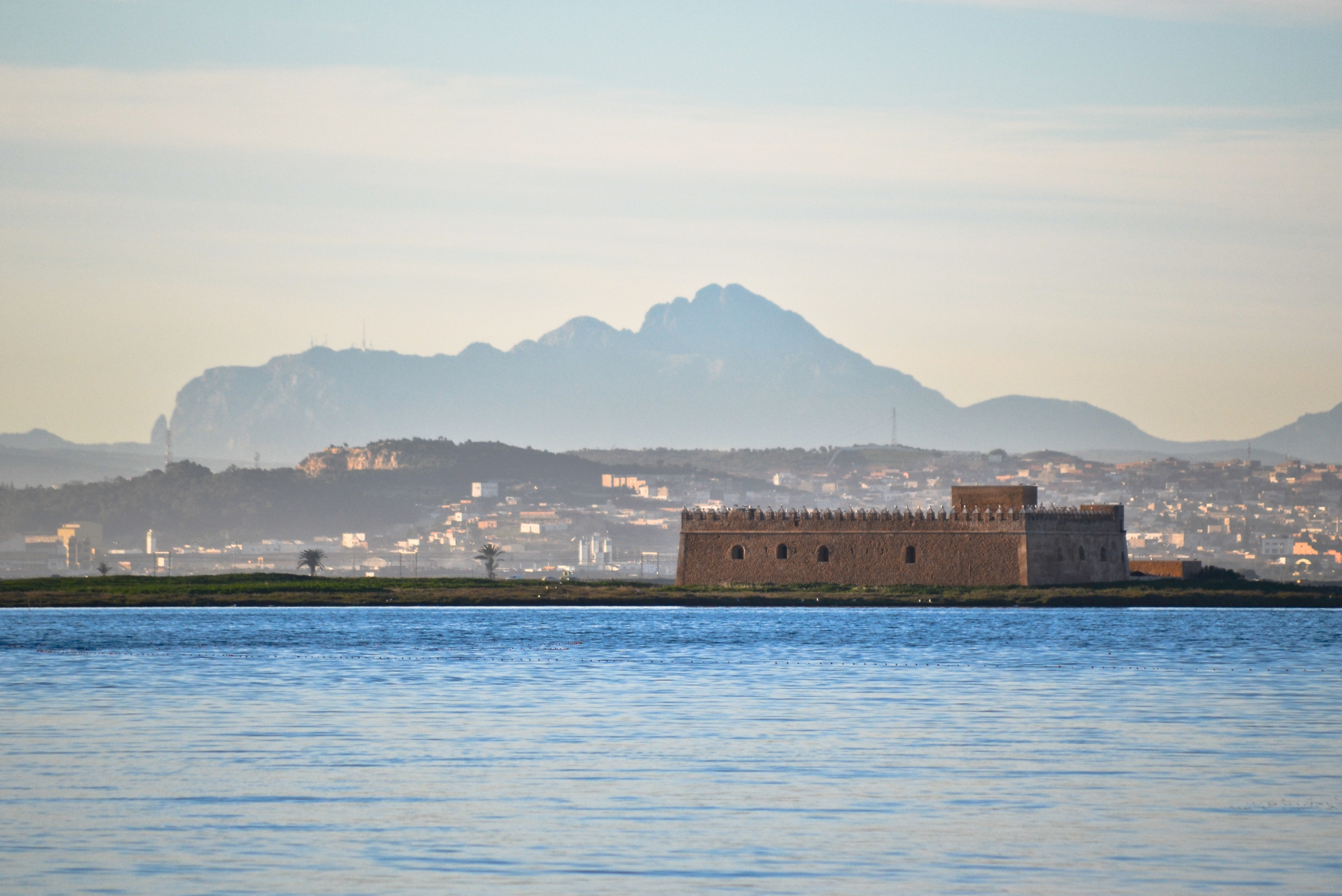
Іспанський форт на острові Чиклі на Тунісському озері (Туніс)
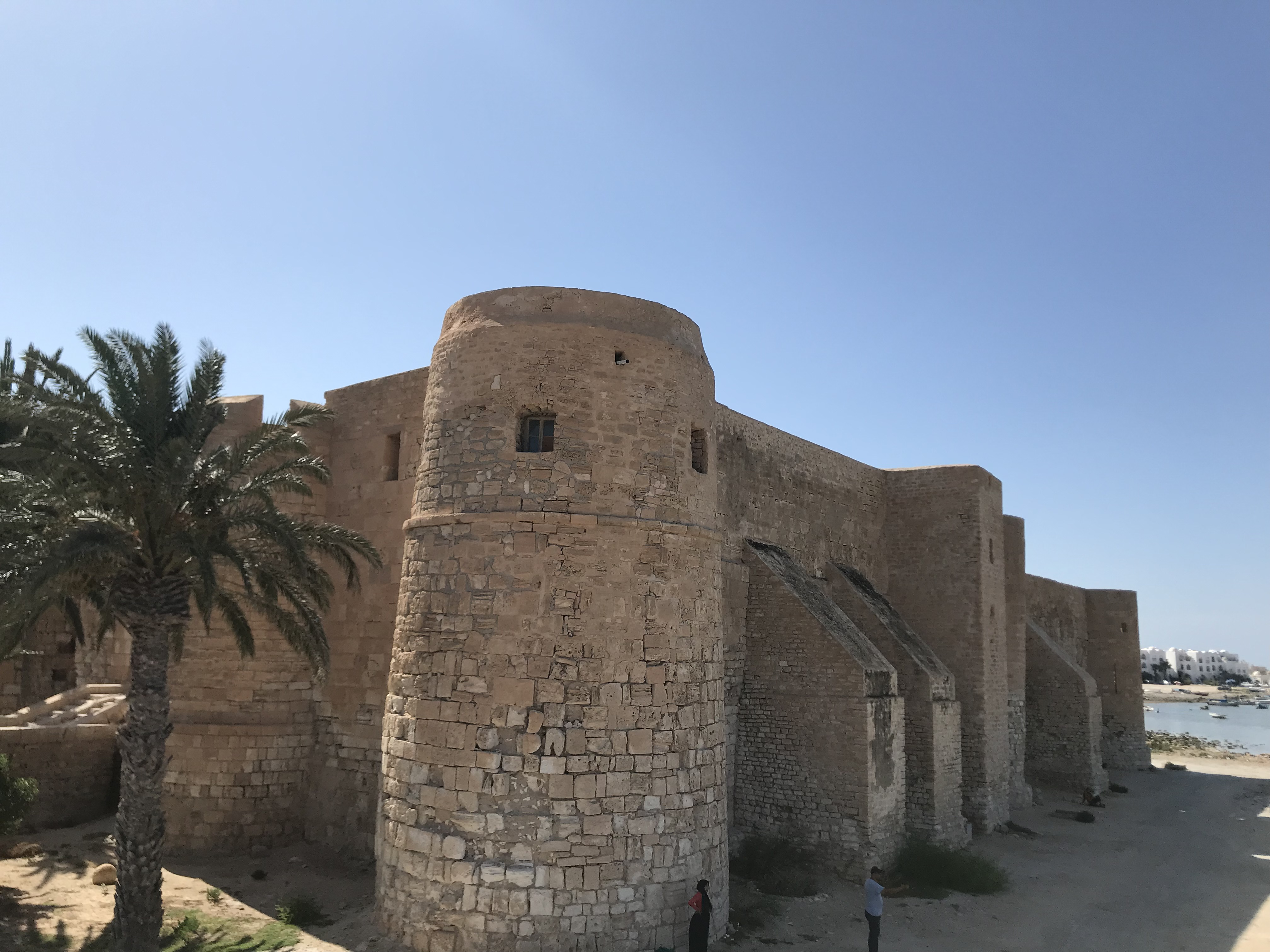
Бурж-ель-Кебір на о.Джерба (Туніс)
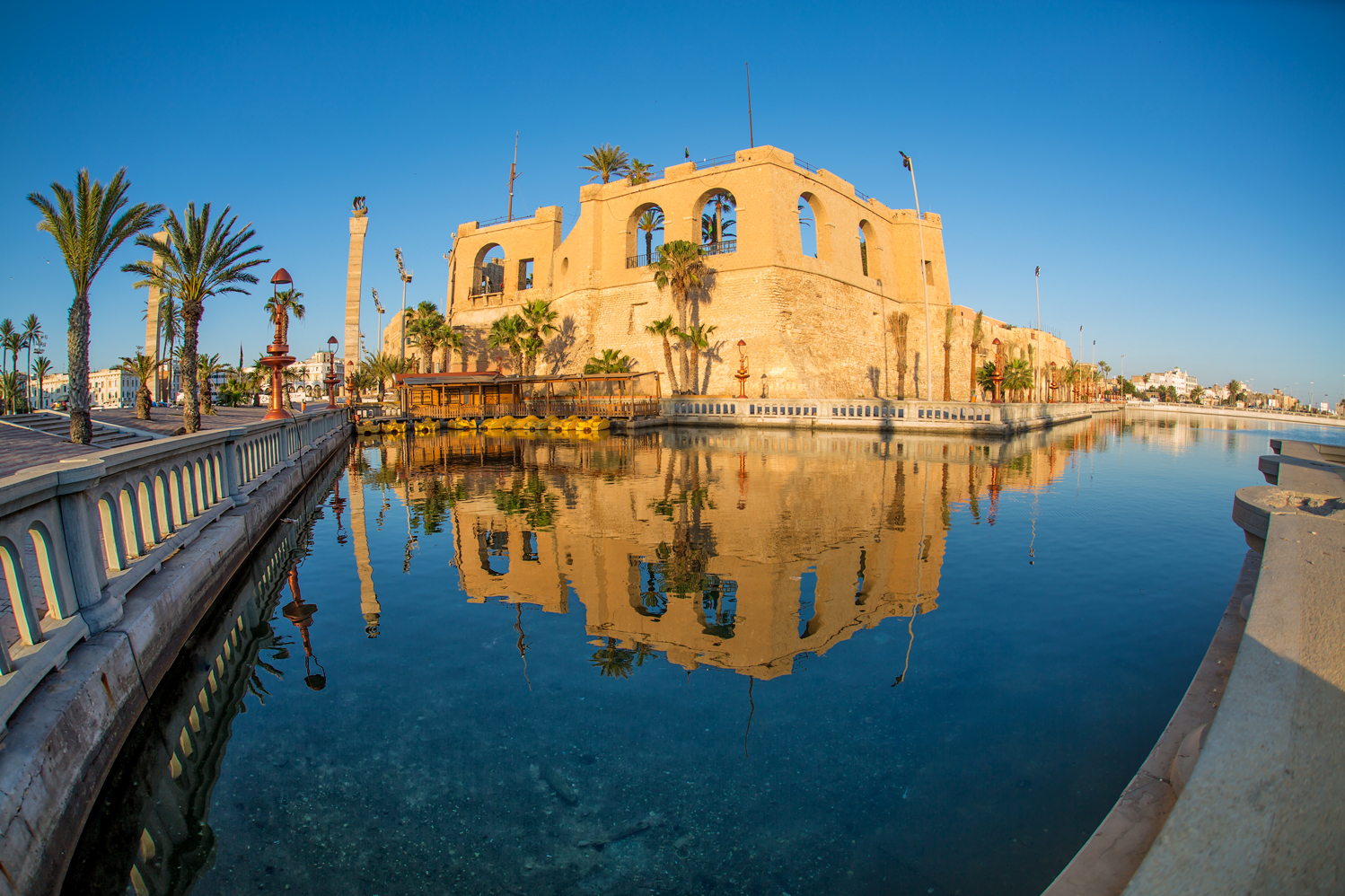
Червоний замок у Триполі (Лівія)